# トリックの登場人物
トリックの登場人物（トリックのとうじょうじんぶつ）は、テレビドラマ『トリック』に登場する架空の人物について解説する。

## 主人公

### 山田奈緒子
- 読み - やまだ なおこ

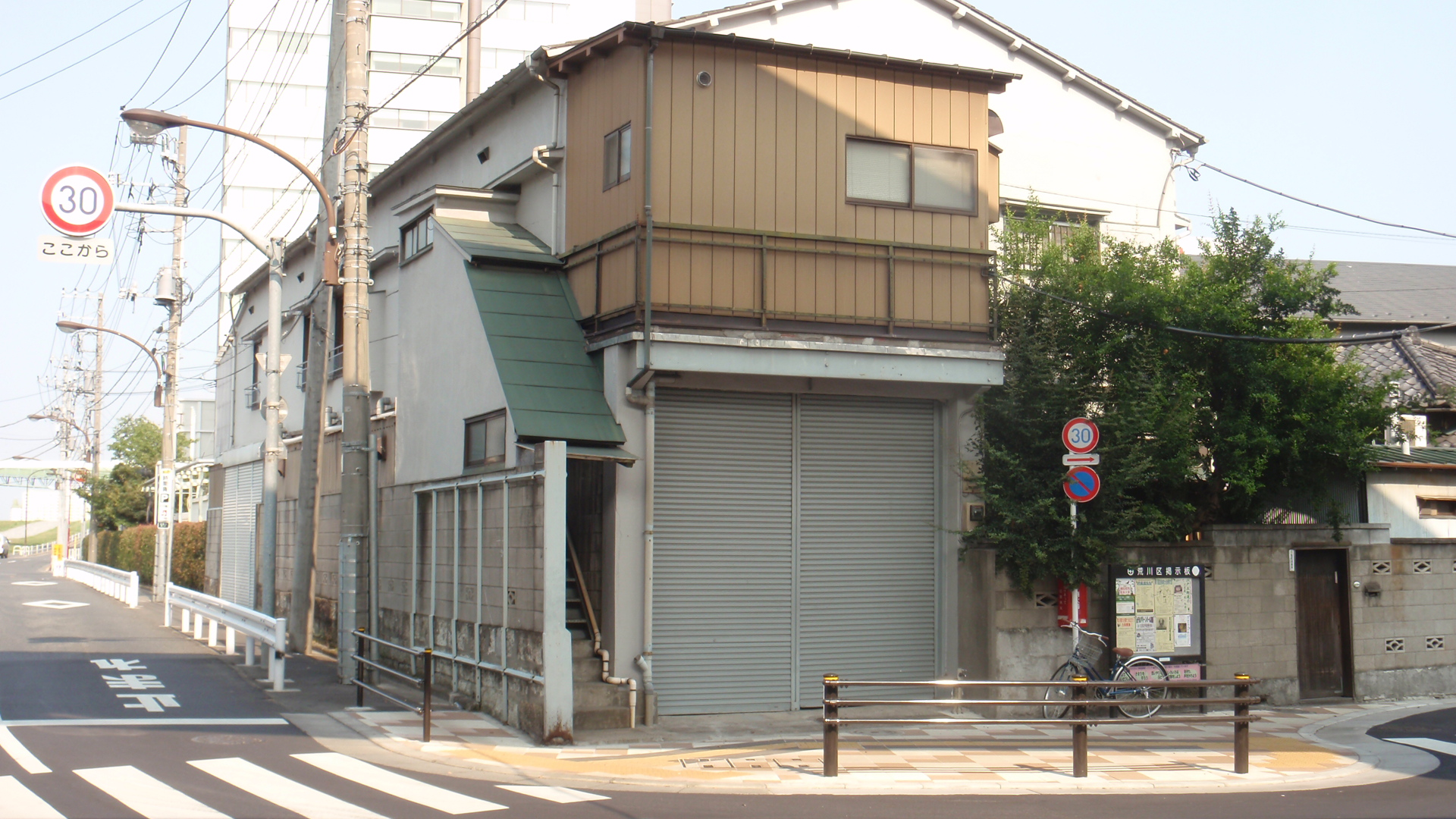
奈緒子の自宅「池田荘」として使用された東京都荒川区東尾久八丁目の「あおい荘」

- 演 - 仲間由紀恵（少女時代：塚本璃子（現・成海璃子））

主人公。自称”超売れっ子（巨乳の）美人マジシャン“。夢はラスベガスの大ステージに立つことであり、偉大なマジシャンであった父に追いつくことを目標にマジックの道に入り上京した。得意なマジックは、トランプマジックとゾンビボール（人手や金のかかる大がかりなマジックは出来ない）。星座は蟹座。
黒門島出身（シャーマンの家系、黒津本家側）で長野在住の書道家の母・里見と天才マジシャンの父・剛三（故人）を親に持つ。黒門島関係者からは、母親ゆずりの強いシャーマンの力を受けついでいるとされている。
極めて粗忽でよく躓いて転んだり、穴に落ちる。好奇心旺盛かつ天邪鬼なため、痛い目に合うことがある。行儀も悪い。銀行口座も持っておらず、社会的な信用は全く無い。妙に見栄っ張りなところがある。倫理観は一般の人と若干異なる。携帯電話は所持していないが、かける相手がいないのでアパートの固定電話だけで間に合っている。かけてくる相手は大半が上田からで、後はたまに、実家の母・里見から掛かってくる程度である。生活が苦しいこともあるが、金銭欲が激しく時に犯罪に手を染めることもある。また、食べ物に対する執着にも凄まじいものがある。
インチキ霊能力者らと対決するのは尊敬していた亡き父が生前、超能力者、霊能力者の存在を否定し彼らのインチキを暴いていたからで、彼女はその性格と意思を受け継いでいる（正義感によるものではなく父との唯一の絆のように思っているからである）。霊能力者らと対決する際は普段と打って変わって、観察力が冴え、マジックのトリックを応用した数々のインチキな霊能力を見破っている。しかし、母のインチキ商売や論理的な問題、または黒門島絡みの事件の時には全く歯が立たない。これらの問題に関しては大抵、上田があっさり解決する。
仕事と収入・金欠病
いつも花やしきでマジックを披露しているが、観客がいないためすぐにクビにされる（帰路、通りかかった家族連れなどに指を指されて笑われるのが定番になっている）。ストーカー的な追っかけ・照喜名保がただ一人のファンである。花やしき以外では商店街などのイベントに自身で営業（売り込み）して出演させてもらっている。周囲の人には「美人奇術師協会」などと在りもしない団体に所属とごまかしている。
マジシャンの仕事がない時は居酒屋などでアルバイトをしていることもある。
収入は極めて少なく第3シーズン第1話では平成15年10月分の給料は323円であった。魯人老人ホームのアルバイトの老人達が時給560円（当時の最低賃金未満）だと知ったときは「高い」と驚いていた。
番組の冒頭で大家が溜まっている家賃の催促に来るのが定番になっている（奈緒子は大概、2,3か月分滞納している）。
上田の生命と自身の利益を天秤にかけ、利益の方を選ぶなど、その貧窮ぶりは非常に深刻なもので訪問先で出た食べ物は他人のものだろうが遠慮なしに食べまくるほど。
従って日常の食生活も侘しくパンの耳で凌いでいることが多く、それすら買うお金がない時は店の人に手品を強引に披露し、貰ってくる。「劇場版3」では、チキンラーメン を山のように買い貯めている。
上田はこれらの状況を利用し、家賃や食事をエサにして奈緒子を霊能力者の調査に駆り出している。
事件の依頼人や事件の経緯によって手に入るはずの報酬や財宝は数億円単位のものまであるが、金運のなさやうやむやな結末などによって手に入ったためしがない。
第2シーズンから金銭欲が顕著になり、上田の持ち込む話に隠された財宝、秘宝などが絡むと眼の色が変わって積極的に参加するようになる。シリーズが進むにつれ更に強欲にエスカレートし、遂には実力行使で強奪に及ぶこともある。
大半を奈緒子が解決している一連の事件の手柄も、ほとんど教授という肩書きを持つ上田のものとなっており、上田が学者として名声と信頼を得ているのに対し、奈緒子は全くの無名である。報酬も家賃滞納分を立て替えてもらうなどで直接現金は貰っていない。
著書に「超天才マジシャン・山田奈緒子の全部まるっとお見通しだ!」（2冊目の前書きで本書は印税契約ではなく、買取だったため大してギャラがもらえなかったとぼやいている）があり、その中で奈緒子役の仲間由紀恵と奈緒子が直接対談している。「山田奈緒子」名義で写真集も出版されている。
自宅
自宅は東京都荒川区東尾久9丁目21-8 池田荘202号（番地は一定ではない）。
家賃はエピソードによってまちまちであるが、「第3シーズン」では大家が1万8千円から2万1千円に値上げすると語っている。
新作スペシャルでは強制的に追い出された挙句、「劇場版2」では事件を解決している間にアパートを取り壊されてしまった。新作スペシャル2では、建て替えられた「エコメゾン・池田」に住んでいるが、建て替えられたはずのアパートはデザインは全く一緒である。家賃の滞納は相変わらずで、オートロック式の鍵を取り付けられていた。
劇場版3ではハルにロックナンバーを変えられてしまう。
コンプレックス
貧乳がコンプレックスで、稀にではあるがテレビ出演等多くの人目につく場に出る際は見栄を張って豊胸パッドを重ねて着用する。豊胸効果があるといわれる温泉に入った際は実際に大きくなったのか嬉しそうにしていたが、その直後、従業員に「すぐに引っ込みますよ」と言われがっかりしていた。上田をはじめ見ず知らずの人からも貧乳と呼ばれることがよくある。自身も自虐ネタに使うことがある。他に水虫とウオノメにも悩んでいる。
「一夜を共にした男性はいるのか」と質問された時は、意味深な表情をして硬直した後、かなりたくさんいるとの返答をしている。
口癖・決めゼリフ
生まれつき自然に笑うのが苦手であり、表情の変化も少ない方だった。笑い方も「エヘヘヘヘ」「ウヒョヒョヒョヒョ」という独特なものである。このような笑い方は奈緒子のみならず、里見や黒門島の人間も同じ笑い方をする。
決め台詞は「お前のやったことは全部お見通しだ!」。時折このセリフは他の単語も付加され（「まるっとお見通しだ!」や「全部エブリシングお見通しだ!」など）長くなる（劇場版から）。スリット美香子に出会ってからは、「スリット」をお気に入りにしている。
突然アクシデントが発生した場合や力を込める時は「にゃー！」「うにゃっ！」などと叫び、自らの奇術で念を送る際には「くわっぱ！」「にゃむ〜っ！」といった奇声を発するのが一般的となっている。
癖や嗜好
非常に寝相が悪く、目が覚めたときに足が障子を突き破っていたり、ひどいときには映画『リング』に登場する亡霊の山村貞子のような動きで這い回ったりする。寝言も非常にうるさい上に支離滅裂な内容である。また食べ物に関する寝言も多い。これらから、奈緒子が見る夢の大半は食べ物と時代劇ばかりであることがわかる。
普段着は外出時は白系のセーターに赤いマフラー（トナカイの柄入り）、白いコートと暖色系のロングスカート（丈の異なるものを数着所有）。部屋着は安物（およそ3着1000円程度）のTシャツやトレーナー、あるいはジャージである（本人曰く、「ステージ衣装が（奈緒子基準で）一番金がかかっている」）。なお、下着はブラジャーにはフェルトペンで名前（ひらがな）を書き込んでいる。アクセサリー類は「ルビー、サファイア、ダイヤを持っている」と嘯くが実際は碌なものを持っておらず、腕時計も肝心な時に止まっていたりする。手品のトリックに使えるため、香水の小瓶は持ち歩いている。
雉汁を「うん…まずいこれ」と言いながらも笑顔で全てたいらげたり、食堂で食べた「どんぐり丼」が気に入ったり、イチゴ味のかき氷に卵黄やきゅうりを乗せて食べたり、ヒカリゴケを食べて「うまい」と言うなど、かなり変わった味覚の持ち主である。
食い意地が張っており、大食い。「ラーメン10杯食べると無料」というイベントで苦しそうではあったが、10杯食べ切ったことがある。
大家が購入したピラニアの精力剤を上田が牛乳に混ぜて飲ませた時は奇妙な雄たけびを上げ、次郎号に乗らずに目的地、御獅舞村まで自力で並走している。その後もしばらく体力を持て余して牛のように足で地面を掻いたり、意味もなく上田に体当たりなどをしている。
時代劇が好きで、お気に入りは暴れん坊将軍。暴れん坊将軍観たさに夜めざめてテレビを探しに単独行動をとったり、旅館で見られるチャンネルに暴れん坊将軍が無いことを嘆いたりする。「劇場版」で暴れん坊将軍しか放送されていないという糸節村を訪れた際、「一生住みたい」と興奮していた。他に水戸黄門も好きなようで寝言によく出てくる。
字は母親に似ず、かなり汚い。「字が下手なので」と履歴書の代筆を奈緒子に頼んだ人物が彼女の字を見て、「やはり自分で書きます」というほどである。
国語力がなく、奇妙な当て読みをしては上田から突っ込まれている。「劇場版2」では、「筐神」の「筐」を当て読みすることすらできなかった。また、専門用語や外来語（いわゆる横文字、カタカナ言葉）が読めず覚えられない。
人間関係
友人と呼べる存在はおらず、友達は飼っているカメとハムスターのみ。滞納した家賃の代わりにカメを取り上げられた際は本気で慌てていた。「劇場版ラストステージ」ではすべて死んでしまったらしく、仏壇代わりの小テーブルに遺影を飾り、線香をあげている。
上田はもちろん、矢部やその部下からも邪険に扱われ、訪問先でも専ら、上田のおまけ扱いにされる。宿泊時も個室は与えられず、上田と同室にされる（仕切りをしても寝ぼけて上田の方に転がってゆくので意味がない）。
上田の存在は当初は邪魔でしかなかった（勝手にアパートに上がり込んだり、仕事の妨害までされている）が、家賃滞納や生活苦から金蔓的に考えるようになった。アパートを追い出された際は彼のマンションに居候をさせてもらおうとする。シリーズ後半では上田に殴る蹴る等の暴行をはたらくことも珍しくなくなった。恋愛感情のようなものを感じさせる場面もあるが、進展はない。
矢部からは常にインチキマジシャン呼ばわり（里見までそのとばっちりで罵倒されている）され、犯罪者扱い（実際、犯罪を犯しているケースもある）までされることがあるが、上田が行方不明になった時は行動を共にしてくれた。だが奈緒子が窮地に陥いると、あっさり見捨てられている。
両親に対してはマジシャンであった父を尊敬し、写真を定期入れに入れ持ち歩いている。母里見に対しても普通の母娘のようにお互い離れていても健康を気遣うような関係であったが黒門島と関わることになって、若干変化が表れている。また里見が怪しげなビジネスを始めてからは引いたような態度になっている（利益のお裾分けがないことに立腹）。
大家は前述の事情から大の苦手で姿を見ると慌てて物陰に隠れようとする。家賃を催促されてごみバケツに隠れようとしたりするなどパニック状態になることもある。
今まで対決した一部の霊能力者たちからは（特に黒門島絡み）、上田とはいずれ敵どうしになるとほのめかされたり、黒門島のシャーマン「カミヌーリの血が流れている」と称されている。
基本的に人をだますことは苦手でマジシャンとしては不向きである。時には生活苦から詐欺行為をはたらくことがあるが成功して金を手にしたことはない。
はやみねかおるの小説『帰天城の謎』では、中学２年生の夏休みに上田と出会っているが、姓を（悪筆もあって）「土田」と誤読した上に「ジロ（さん）」というあだ名で呼んでいたため名前を憶えていなかった。城跡のある踊螺那村出身の藤原先生に誘われ帰天城主鬼ヶ谷一族にまつわる伝説の謎の解明と埋蔵金の探索に熱意を見せる。また同作の語り手でもあるが註釈という形で誤謬や主観にツッコミを入れられている。

### 上田次郎
- 読み - うえだ じろう
- 演 - 阿部寛

準主人公。日本科学技術大学（通称：日本科技大）理工学部の教授（第1シリーズのみ助教授）。専門は物理学。自称IQ240。
拝島（東京都昭島市）出身。1965年11月4日生まれの蠍座。東京都世田谷区奥沢9丁目3番12号 自由が丘マンション106（実在しない架空の住所）。
特技
特技は通信教育で学んだ空手（自称・免許皆伝レベル）、柔道、相撲といった格闘技であり、大人数の敵を圧倒してしまうほどの強さを誇る。
フランス語や四則演算の暗算、ヒューズ取替え検定一級など、奇妙な免許やスキルを会得している。「何故ベストを尽くさないのか？」（上田の著書のタイトルで座右の銘でもある）と言われると普段以上の力が出る。「新作スペシャル3」では「巨根コミュニティ」で入手したミサンガを陰部の根元に巻くことで怪力を発揮している。その他、時に人間離れした能力を見せることがある。
論理パズルや確率演算などには滅法強く、専門知識を活かしてトリックを見破ったことも多々あるが、大概はトリックに嵌った後の話。その他、劇中ではあまり強調されていないものの、奈緒子ですら見抜けなかった犯人（もしくは依頼人）の真意を看破するなど、たびたび高い洞察力・観察力を発揮している。
性格
傲慢を絵に描いた人物。自身を「世界一の天才」「歴史的天才」「セレブ」と称する重度のナルシシスト。
単純明快で他人の言うことをすぐ真に受けてしまう。中でも若くて綺麗な女性に弱く、シリーズを通して何度も利用されている。だが、負けず嫌いで非を認めたがらず、自分が判らない事柄を奈緒子があっさり解決すると知ったかぶりをする傾向にある。霊能力者や超能力者（とされる人物）の術を見るとすぐに騙されてしまう。奈緒子の使う手品のトリックにも大概気付かない。
奈緒子に対し、常にイニシアティブをとろうとする（一応、マジシャンの端くれである彼女にマジックで挑んだりする）が、どこか間が抜けており度々、逆襲されている。
奈緒子と同様に友人が非常に少ない。自宅には奈緒子と、その母である里見しか入れたことがない。部屋に置いてある野球盤やツイスターで相手がいると仮定した一人遊びを日常的に行っている。
普段は冷静沈着さを通しているが、実際は大の臆病者。「霊能力者のインチキを見抜いてほしい」という依頼が来ると物陰に隠れたりと逃げ腰になる。心霊現象的なものに遭遇したり死体を見て度々、気絶する（自分は生まれてから一度も気絶などしたことはないと奈緒子には言っている）。
調子に乗ると様々なほらを吹く。
来客者に出す為のお茶は種類別に松竹梅のランクで用意されており、多額の寄付を申し出るなどの上客には玉露の最上級（松）を出す。他に、酒類を常備しているがこれは自身が飲むためのものらしい。
依頼が来ると自分だけでは解決する自信がないため、すぐに奈緒子に頼る。奈緒子のことを「山田」「YOU」（里見の前では「奈緒子さん」）と呼んでいる。また、見栄を張る時に「○番助手」 と言い表すこともあり、「奉公人」や「付き人（世話人）」、「ストーカー」と呼ぶ事もある。だが、奈緒子をからかったり協力させる時だけは非常に頭が回り、否が応でも協力せざるを得ない状況に追い込む（主な方法としては「金と食べ物で釣る」、「弱みを握る」）。
事件などの調査に奈緒子を巻き込むためにたびたび、彼女の部屋に無断で上がり込み、勝手にお茶を飲み、煎餅やきな粉餅等を食べながら奈緒子の帰宅を待っている。また、親切ごかしに洗濯物を勝手に取り込んだり（ブラジャーを外に持ち出したことさえある）、家の中に何がどこにしまわれているかまで心得ている。訪問先で風呂から出てきて、奈緒子の前で平然とパンツを履き、その姿で会話をするなど彼女に対してあまりデリカシーがない。
自身の著書、講演会等でそれまでの霊能力者との対決は、全て自分だけで解決したものと吹聴し奈緒子は足手纏いなだけで、全く役に立っていないなどと語っている。
名前の由来
長男であるが、名前が“次郎”となった原因については、本来彼の名前は“一郎”とされるはずであったが、彼の父である上田巌は、一度浪人生活を経験したことをコンプレックスとしており、一郎という名前をつけると、息子の名前を呼ぶたびに「一浪」を連想してその屈辱を思い出す、として役所に提出する直前に「次郎」とした。
癖・コンプレックス
自他共に認める超が付くほどの巨根で、その事が若干コンプレックスになっているが、村人達に襲われそうになった際に敢えて見せつけて怯ませた事もある（大きい根っこ作戦）。しかし、あまりに大き過ぎて未だ童貞である事が悩みである。
背が高いため建物の梁などによく頭をぶつける。
第三シーズン以降、奈緒子と同じく漢字の読み間違いが顕著になっている。
趣味嗜好
牛乳をよく飲んでおり、外出時でも飲めるように持ち歩いている。本人曰く「俺の頭脳には毎日3リットルの牛乳が必要」との事。食欲も旺盛で、米ならいくらでも食べられるという。和菓子類も好物のようでオフィスでは、きな粉餅、車の運転中には頻繁に煎餅を齧っている。
渡辺哲のトーク番組「哲！この部屋」を見逃さない。第1回のゲストは阿部、上田共にファンである南野陽子。
奈緒子に解決させた事件のアイテムを自分の研究室に持ち帰り、コレクションしている。
愛車
愛車は、自身が尊敬していた教授の遺品である“次郎号”で、車種はトヨタ・パブリカ（初代）。よくドアが取れたりエンストしたりしていたが、テレビ版スペシャルではエンディングで誰も乗っていないのに勝手に動いていたり、呼ばれて後をついて行ったりするなど生きているかのような動きを見せることが多くなっていった。
著書
上田の著作物として、「どんと来い! 超常現象（通称“どん超”）」（奈緒子は最初「どすこい！超常現象」と読んだ）、「どんと来い、超常現象2 〜黒門島ひょーりゅーき〜」、「どんと来い、超常現象3 〜そして私は伝説になった〜」、「どんと来い、超常現象4 〜私のLEGENDに終わりはない〜」、「IQ200 どんと来い、超常現象5」、「なぜベストを尽くさないのか（通称“なぜベス”）」がある。依頼人たちはその愛読者を自称しており、著作を持参することもあるが、一読して投げ捨てられたこともある。ほとんどの人が読了後、ブックオフに売却している。
上田によると「なぜベス」と呼ばれるこの本は2000部売れたらしい。元ネタは、アメリカ合衆国第39代大統領、ジミー・カーターの自伝のタイトル（原題は Why not the best）。
その他
新作スペシャル2及び劇場版3では、自分の人形（上田次郎人形）が登場。自分以上にリアクションを取り、「なぜベストを尽くさないのか」と声が出る。本人曰く、誕生日に科技大の女学生から贈られたとの事。
彼が考案した「貧乳の唄（貧乳ソング）」の歌詞のフルバージョンは、TRICKのDVD2巻の「やむなく落ちたカット集（やむ落）」で見ることができる。
テレビ朝日の『ワイド!スクランブル』にて、「どんと来い!超常現象!!!」というコーナー（ドラマのみの架空のコーナー）を持っていたが短命に終わる。
超常現象に関する調査依頼は原則、何かと理由をつけて（実際は怖いため）断ろうとするが、研究費の高額寄付などで承諾してしまうのが、定番のパターンになっている。
『帰天城の謎』では自転車で日本一周武者修行の旅をしていた際に奈緒子と出会い、鬼ヶ谷一族にまつわる妖術使いの玲姫や天狗の伝説に興味をひかれたことと藤原先生に一目惚れしたため踊螺那村に留まる。奈緒子が容姿や名前の似通った同級生3人と同行していたため通し番号で「四号」と呼んでいた上一人だけ最後まで本名を覚えなかった。

## 警視庁公安部
矢部謙三（やべ けんぞう）
演 - 生瀬勝久（少年時代：吉井克斗<『警部補 矢部謙三』より>）
警視庁公安部所属の警部補。『トリック』のスピンオフドラマ『警部補 矢部謙三』『警部補 矢部謙三2』の主人公。関西出身。天満橋中学卒業。
奈緒子と上田が事件に遭遇すると決まって現れる。基本的には面倒くさがり屋の怖がりで、仕事をせずに遊んでばかりいるダメ刑事。
公権力や権威に基づく上下関係に非常に敏感。そのため権力者や権威を感じさせる肩書きには滅法弱く、著名な大学助教授（後に教授）である上田には常に低姿勢である。逆に胡散臭い手品師の奈緒子に対しては邪険な態度を示し、何か事件があるとすぐ奈緒子を容疑者扱いする。上田が不在（消息不明）な時は奈緒子と行動を共にし、共同で謎を解こうとするが奈緒子が窮地に落ちたり、自身の身に危険が及びそうになるとさっさと逃げてしまう。さらには犯人グループに追い詰められると奈緒子らを差し出し自ら助かろうとすることもしばしば。そのため正義感などはないと思われがちだが「パントマイムで人を殺す女」の黒坂美幸には激怒しており「お前のような奴は絶対に許さへん！きっちり法の裁き受けさしたる」と言っている。石原を始め部下に対して、よく鉄拳制裁を行う。奈緒子に対しても初めは髪をグシャグシャにする程度であったが、徐々にエスカレートし、果ては額をはたくようになった。一度拳で殴ろうとしたこともあったが、この時は止められている。
初期の頃は、上田・奈緒子と行動を共にする機会が多かったものの、第3シリーズ以降は関わり合いを煙たがるようになる。しかし、逆に自身が怪しい者と疑われた際、二人に助けを求めるも他人の振りをされ、捕まって牢屋に閉じ込められる羽目になるなど、二人からも粗末な扱いを喰らうこともある。
誰が見てもバレバレのカツラを着用しているが、本人は決してその事実を認めず、自分の部下以外の人間には絶対に髪の毛を触らせようとしない。更にカツラや髪の毛、植毛・増毛に関する言葉や「偽物」「ずれている」「神隠し（＝髪隠し）」「生える」方言の「〜ずら」などの言葉にも過剰に反応する（新作スペシャル2では、「これは帽子みたいなもんや」と自ら言ってしまったことがある）。また、強い風の吹く場所にはそこが事件現場であろうとも絶対に赴かない。
趣味は温泉巡りで、発毛に効果がある湯を特に好んで入浴する。入浴中にカツラを外しているところを目撃されることもしばしば。美容院へ当然のように行き、美容師を困惑させることもある。カツラが頭から外れると、画面上で頭にボカシがかかる。カツラの下を見たのは奈緒子、矢部の部下3人、糸節村の数人、クーリット国 ゾーケン王子一行等。
料理が得意で、エプロンをつけて本格的な朝食を作る。テレビシリーズ中、一度だけその腕を披露しており、その際の料理は“スペシャル・チャイニーズ・モーニング、ダンシング・シュリンプ・ファイヤー”という怪しげな物だったが、見た目は「エビチリ」そのもの。
『帰天城の謎』では踊螺那村を管轄するN県警の巡査として登場。警視庁の刑事に栄転することを目標としている。豊かな頭髪を持っていたが薄毛の兆候が見られるのか既にカツラなのか度々周囲から気にされている。
事件で殺害された被害者が身につけている服や小物、携帯電話の着信メロディなどが気に入ると同じ物を調達するといった、不謹慎な趣味を持っている。
携帯ストラップには、スタッフの私物のピーポ君（非売品）を着けていた（第1シリーズ）。現在は秋葉たちと、自分のストラップ（引っ張ると、カツラと分離する）をつけている（『警部補 矢部謙三』）。携帯の着メロは、第1シリーズのエピソード2までは「箱根八里の半次郎」、エピソード3以降は「月の法善寺横町」、第2シリーズ以降は「六つ墓村（第2シリーズepisode1）」で登場した手鞠歌を使用。
石原達也（いしはら たつや）
演 - 前原一輝
矢部の初代部下。第1シーズンから第2シーズンまで登場していた。
金髪オールバックで広島弁（もどき） を話す風変わりな刑事。大の極道映画好き。やけに裾の短いグレーのスーツを着ており、階段を上るたびよく途中で転げ落ちる。
矢部のことを「アニィ」と呼んで心酔しており、理不尽に殴られても「ありがとうございます」と叫ぶ。また、推理力、洞察力、論理性は皆無だが、山田や上田の危機に直面していることを時に彼らの命の危惧をするなど、矢部よりは二人のことを真剣に扱っている。奈緒子のことは「姉ちゃん」と呼んでいる。
俳優・陣内孝則に心酔しているという隠し設定があり、第1シリーズの最終話で「陣内」と書かれたTシャツを着用している。また、自身の学歴にコンプレックスを抱えており、大学等の学士がたくさんいるところは苦手。
携帯電話には、千羽鶴など変わったストラップを付けている。着信メロディは、はぐれ刑事純情派のテーマソングを使用している。
いつも矢部と行動を共にしていたが、第3シーズンより矢部の元を離れ、そのまま公安部に所属し全国トイレ水洗化計画などに従事（DVD「警部補矢部兼三」特典映像TORIKU2010超還元版による。小説版では広島県警に異動設定）。矢部との繋がりは、電話で頼まれた仕事を引き受けるのみとなっている（2003年に、石原を演じていた前原一輝が芸能界を引退したため、第1・第2シリーズ・劇場版1までの出演）。
2010年5月放送『警部補 矢部謙三』のepisode 5では、本編最後のコーナーで自分の写真のお面をつけて登場。そして、最終回のepisode 5.1では、自分の写真のお面（額のところに「七年ぶり」と書かれていた）をつけて現れたものの、ついにお面を外し矢部と息のあった掛け合いを展開した。そして、本編終了後のミニコーナー『TORIKU2010』の中で、秋葉に戻ってこないかと頼まれるが、自分は皆の心の中で生きていられればそれでいいと言って、「石原刑事よ永遠に」というテロップと共に去っていった（ファンの声にも後押しされ、木村ひさし監督などの要請に応え前原一輝が期間限定で俳優復帰した）。
episode 5での再登場の際、自ら「カムバック」と書かれた掛け軸を掛けた。そして、去っていく場面の掛け軸には「アイルビーバック？」と書かれていた。
その宣言通り、2014年公開の『トリック劇場版 ラストステージ』に再登場している。
菊池愛介（きくち あいすけ）
演 - 姜暢雄
矢部の2代目部下。石原の後釜として、第3シリーズに登場。
東京大学卒業（学部は理科三類）のエリート刑事。自分の学歴をいつも鼻に掛けており、話すときはいつも「私は東大を出ています」と言う。さらに背中には「東大理三」と入れ墨を彫っている。元々は医者志望であり、本人曰く「犯罪という名の病巣から、一人でも多くの庶民を助け出したい」という理由で警察官僚を目指した（実際は医師国家試験に落ちたため）。
法律・医学に関する専門知識が豊富。さらに推理力・観察力も矢部より優れており、奈緒子に情報提供するシーンがしばしば見受けられた（本人曰く「あらゆる薬物毒物を、舐めてその種類を特定できる」とのこと）。潔癖症であり、「靴が汚れる」や「森臭い」などと言い、山奥や森には絶対入らない。
本作の中では警察の階級によって警察手帳の大きさが違うらしく、矢部は一般の警察手帳と同じで、菊池は一回り大きい警察手帳、階級の高い警視庁公安部の潜入捜査官はさらに大きい警察手帳となっている。
登場初期は矢部のことを先輩と言っていたが、新作スペシャルでは警部に昇進し、立場が逆転する。高学歴をさらに鼻にかけるようになり、その後、調子に乗って鉄拳制裁を喰らう。
『警部補 矢部謙三』では、警視庁公安部参事官に昇進したものの、「機密事項を自分だけ知らされない」、「同クラスの参事官に無視される」、「事件捜査に参加させてもらえない」など、半ばお飾り扱いとなっている。
新作スペシャル3、劇場版ラストステージには出演していない。
秋葉原人（あきば はらんど）
演 - 池田鉄洋
矢部の3代目部下。菊池の後釜として、『新作スペシャル』から登場。
ベッタリとした長髪と無精ひげを蓄えたオタク刑事。背広に運動靴といったアンバランスな服装など、身だしなみに無頓着。屈託のない飄々とした性格。名前の通り、生粋のアキバ系。パソコンの知識は異様に高い上、自作と思われる大掛かりな捜査機器をラオックスの紙袋に入れて持ち歩いている。
科学捜査が得意であり、現場検証の記録もその場で捜査機器に打ち込むことが可能。しかし、電波が届かない地点があることを知らなかったり、現場検証のデータも面倒臭がりの矢部のせいで無駄になったり、捜査に出向いた先に電波が届いていなかったりで、その豊富な知識が役に立たない事がある。
天然で空回りしがちな行動が多いが、矢部救出のために大胆な作戦を講じたり、モールス信号を理解できたりと頭脳が明晰である（『警部補 矢部謙三』、『警部補 矢部謙三2』）。
奈緒子に一目惚れし、「萌えー!!」と叫ぶなど、「萌え」という発言を連発する。しつこい萌え発言に矢部は「もうええ（もういい）」と言った。彼は堪忍袋の緒が切れると「暴走モード」という状態になり、いわゆる“キレた”状態になる（「広報人 矢部謙三」で描写）。しかし、その「暴走モード」は長続きせず、約18秒過ぎると普段の状態に戻る。
歴代の部下の中では、最も奈緒子・上田と接する機会が少ない。これは新作スペシャル以降、矢部の登場シーンが減ったためである。
浦野一美（当時 SDN48に所属）のファンであり、写真をスーツの内側に貼っている（劇場版3）。更に背中には「一美ちゃん命」と入れ墨を彫っている（新作スペシャル2）。現在はナビラ・ラトナ・アユ・アザリア（JKT48）のファン（警部補 矢部謙三2 わしの伝説 その(5)「おとり捜査の罠 矢部謙三VS矢部謙三」より）。

## 山田家
山田里見（やまだ さとみ）
演 - 野際陽子
奈緒子の母。沖縄の“黒門島”でシャーマンとして過ごしていたが、剛三が現れ、親が勝手に決めた婚約者との結婚式当日に、崖から飛び降りたふりをして、ボートで島を抜け出す。
長野県の山の中で過ごしながら、子供たちに書道を教えている。書道では子供たちに自由に書きたい言葉を書かせている。
娘に代わって事件を解決したこともあり（妖術使いの森）、その時の決め台詞は「全部ごりっとお見通しだ!」であった。
一見穏やかな生活を送っているようで、実は夫を殺害した黒津分家一族ら黒門島の人々に対して恨みを秘めて復讐の機会を窺っていた（実力行使こそしなかったものの復讐のために実の娘まで利用したのではと上田は推測している）。
身一つで上京していった奈緒子を常に心配している。所用で上京した際、奈緒子の家に泊めてもらおうとするがマンション暮らしと見栄を張っていた奈緒子が困り果てた末、上田のマンションに連れて行き、娘の元気な姿に安心して帰って行った。
ただし二人の関係は、欲の皮の張った奈緒子に木の棒で頭を叩かれ、「神の象の像」を強奪された上、「強欲なアレ」呼ばわりされて以来、変化が見られる。
奈緒子同様、寝相が悪く寝言も酷く、これも同じように、「エへへへへ…」と笑う。
時折何かを予感することもある他、洞察力も鋭い。何かと奈緒子と上田の行く先で遭遇する。
初登場時の髪型はボブ・カットであったが、第2シリーズ以降は野際の定番キャラの結った髪型になっている。
第2シリーズでは、文字に不思議な力を持つという評判が広まり、政治家が直々に現れては選挙ポスターなどの文字を依頼してくるほどの人気がある書道家となっている（その中には大仁田厚もいる他加藤先生・田中先生・ブッシュ先生・プーチン先生なる人物も依頼してきているらしい）。しかし、奈緒子以上の強欲さゆえ、かなりの大金を積まなければ書いてはくれない。
劇場版3では遂に自身の書が展示されたミュージアム「山田里見 美字っ館」を開館した。新作スペシャル3では書道教室を全国にチェーン展開しようと目論んでいる。他にも金儲けの商売を色々と思いつき大儲けしているが、娘の奈緒子には一銭も渡っていない。
劇場版2では選挙に立候補したが落選 し、原因を調査した所、ポスターに書く市の名前を間違えて書いていた（「北平山市」を「北ヒマラヤ市」と書いた）。
普段は理路整然と文字の効用を説いているが、都合が悪くなるとかなり強引にその場を凌ぐ。
本人曰く、剛三からのプロポーズはフランス語だったらしく、若い時の二人の回想シーンはフランス人になっている。
夜、奈緒子の家の電話に上田が出たため、奈緒子と上田が恋愛関係にあると勘違いしており、上田のことを信頼し、とても気に入っている。上田からは「お母さん」「お母様」と呼ばれている。
奈緒子が池田荘より里帰りするときは、電車を8回乗り換えして113駅を通過する。
当初はシリアスなセリフの多い役柄だったが、黒門島絡みのエピソードが完結後はシリーズを重ねるごとに完全なボケキャラへと変化していった。
山田剛三（やまだ ごうぞう）
演 - 岡田眞澄
奈緒子の父。著名な天才マジシャンで、幼少時代の奈緒子に色々な手品を教えていた。
超能力や超常現象に対しては「すべてマジックで説明できる」という信念を持っており、テレビ等で自称超能力者と対決したこともある。また、この信念は奈緒子にも受け継がれている。だが、死に際に霊能力者の存在を認める発言も残していた。
奈緒子の幼少時に水中脱出トリックの実験中に事故で死亡し、この事故はマスコミにも大々的に報じられ、奈緒子も黒津兄弟に会うまで「事故であった」と信じていた。

## 池田荘の住人
池田ハル（いけだ はる）
演 - 大島蓉子
奈緒子が暮らすアパート「池田荘」の大家。奈緒子の天敵。怪しげな東北弁を操る。
住所は東京都荒川区東尾久9丁目。最寄駅は山手線（千代田線）西日暮里駅（ドラマ設定より）。
いつも奈緒子が家賃を滞納するので、何度も住民のジャーミーを従えて家賃支払いの催促に赴いているが、なかなか払わない奈緒子に代わりとして、奈緒子のペットのカメを食べようとしたこともある。第1シリーズではウサギを飼っていた。
ジャーミーとの間にいつしか恋が芽生え、劇場版では2人が結婚し、第3シリーズでは2人の間に双子の娘が生まれた。劇場版3では更に4人生まれた。
ピラニアから抽出した1滴3万円する精力剤を購入し、ジャーミーに飲ませていた。
劇場版ではアパートを建て替えてマンションにする予定だったが、“日本トイレ水洗化計画”に業者が借り出された為頓挫し、未だにボロアパートのままになっている。新作スペシャルで一度は奈緒子を追い出すが、劇場版2では部屋を返してやっていた。しかし、同劇場版のラストではついにアパートを取り壊して建て替えを強行し、帰宅しようとした奈緒子を人生最大のピンチへ追い込む。
劇場版2から新作スペシャル2の間にはリフォームが行われ、「エコメゾン・池田」という名称になったが、全室オートロックになった以外は池田荘とあまり変わらない。ハル曰く“新進気鋭のエコ建築家”に頼んだら偶然池田荘と同じになったとの事。アパート入口横のシャッターが閉まっていた場所は「池田広場」と呼ばれるスペースができ、住人や近所の人を集めてイベントなどが行われている。
ジャーミー君
演 - アベディン・モハメッド
奈緒子が暮らすアパート「池田荘」で、奈緒子の隣の部屋に住むバングラデシュ人。
喋る日本語は片言で、“不法侵入”を「フシンホウニュウ」など時々言葉を間違える。故郷の家族に送金しながら、家賃も必ず払う律儀な青年だったため、ハルは彼を気に入っており、劇場版ではハルと結婚。第3シーズンでは双子の女の子が生まれた。名前はハーミーとジャル。劇場版3ではジャス、アナ、ケイ、ブルンネンの4人の子供が生まれた。
第1シリーズ第4話では、上田が考案した「貧乳の唄（貧乳ソング）」を歌うなど、インパクトのある歌をよく歌っている。
埼玉県蓮田市にある職場で勤務している。
ジャル
演 - ズィーナ・オオマエ（S3）、ジャミン・リード（SP1、劇場版2）
ハルとジャーミーの子ども。
ハーミー
演 - 佐々木綾乃（S3）、糸田凪緒（SP1、劇場版2）
ハルとジャーミーの子ども。
子ども
演 - 渡邉紗也、櫻井星七、遠藤佑吾、ナオミ・ライト、マリヤ・ムラカミ、ロミオ・トーマス（共にSP2・劇場版3）
ハルとジャーミーの6人の子どもたち。

### その他の住人
森山周一郎（もりやま しゅういちろう）
オープニングなどで、歴史上の逸話などを解説する語り部。
ハルとの結婚後のジャーミーはハルと同居しているため、ジャーミーが住んでいた部屋には、森山周一郎が住んでいる。
『紅の豚』の主人公であるポルコ・ロッソや『刑事コジャック』の吹き替えで有名であるため、出演時には「飛ばない豚はただの豚だ」「刑事コジャック」などの台詞を言っていた。
彼が奈緒子の書いた自伝に寄せた文によると、後々建つであろうマンションは肌に合わず、元の池田荘のようなボロアパートが好みなので、また別のボロアパートを探して引っ越す予定らしい。
神部明（かんべ あきら）
演 - なすび
神部知世（かんべ ともよ）
演 - 田所二葉
新たに池田荘に引っ越してきた夫婦。
初登場の新作スペシャルでは、家賃を払わない奈緒子を追い出す為に、ハルが奈緒子の部屋に住まわせようとした。劇場版2からは、森山周一郎が住んでいた部屋に住んでいる。奈緒子とは対照的に、しっかり家賃を払う為、ハルから気に入られている。
子供を欲しがっており、池田荘にやってくる前には里見の家へ立ち寄って、必ず希望の性別の子供が生まれるお札を購入している。
常に「sapipa」や「キット村」などと書かれたトレーナーをペアルックで着用している。

## その他の人物
照喜名保（てるきな たもつ）
演 - 瀬戸陽一朗
奈緒子の熱狂的なファン。奈緒子の行く先々に現れる。愛媛県新居浜市中萩の出身。
本職は屋台の沖縄そば屋。一度奈緒子と上田がこの店で食事をしていたが、奈緒子からは「東風平さん?」と間違えられた。
当初の企画段階では沖縄風の名前にすることで最後に黒門島関係者としてストーリーに絡む予定だったらしいが、結局は愛媛のミカン農家出身とされてしまい、ストーリー本筋に対しては最後まで無関係な人物となってしまった。
瀬田一彦（せた かずひこ）
演 - 遠藤直哉
里見が住む村にいる医師。奈緒子に片想い中で、そのため里見に奈緒子との仲を取り持ってくれるように頼んでいる。
選挙にも出馬したが、一般人よりも無知で「事前選挙」が何なのか知らずにやってしまったことがある（公職選挙法違反）。子供に騙され、子供にも選挙権があると言われたために子供相手に選挙活動を展開した結果、落選。子供に「馬鹿瀬田」といわれ馬鹿にされる。
選挙運動中、奈緒子が帰省してくるが直接絡む場面はない。
瀬田を演じた遠藤の都合により、第1シリーズのみの登場。第3シリーズでは彼の名刺が映り、それによると長野市市議会議員に当選したらしい。
南方熊作
演 - 六平直政
第3シリーズのepisode1・5のみの登場。「神の象の像」を探し回っている男。柳田黒夫の弟子を自称する民俗学者と名乗るが、実際は黒津分家の使いであり、黒津分家の命令で、里見の監視をしていた。episode1では「神の象の像」の在り処を探しに暗躍し、episode5では「神の憎悪の象の像」の封印を解く鍵を奈緒子を人質に里見から聞きだしている。
本当の正体は黒津分家へ潜入捜査していた公安部の刑事で階級は警部。なお周囲から過大評価されていることが多い矢部に対して「バカか？君は」と面と向かって言った珍しい人間である。

## TRICK（第1シリーズ、2000年）

### エピソード1 母之泉

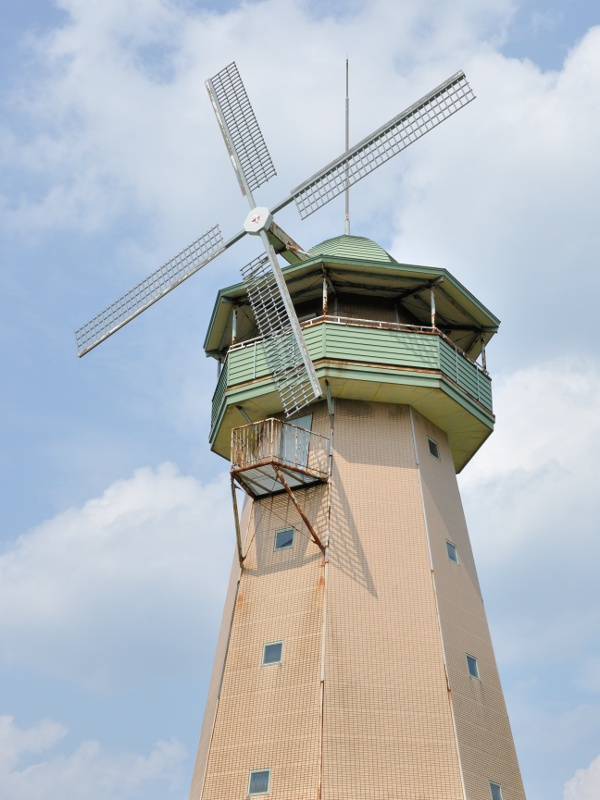
母之泉(茨城県常陸太田市、プラトーさとみ・プラトー展望台風車)

水を法外な値段で売りつける悪徳宗教団体。「おっかあさまー」や「流しなさい」などの独特の言葉を信者達に喋らせている。
霧島澄子
演 - 菅井きん
「母之泉」教祖。通称「ビッグマザー」。
他人の心を読み当てる謎の老女。その他、空中浮遊もできる。上田には「あと10日で死ぬ」と宣告した（それが原因で上田は雑誌の記事で本物の超能力者を探し出して共に彼女を倒そうと考えていた）。
以降のエピソードで登場するインチキ霊能力者とは異なり、知る術がない奈緒子の過去を読み取るなど、紛れもない本物の霊能力者。澄子本人も死の間際、かつては分け隔てなく人助けをしていたのだが、やがて津村たちに利用された旨を語っている。
のちに万練村を治める霊能力者「カミハエーリ」と接点があったことが『劇場版TRICK 霊能力者バトルロイヤル』で明らかとなった。
実際は母之泉の教祖である澄子は影武者であり、本物は国外逃亡して赤道直下の地に「赤道スンガイ共和国」を創り、「スンガイ＝キン」という名前で生き延びている。
津村俊介
演 - 山崎一
澄子の側近。法外な商品を売りつけている。
信者を騙している一方、「行き場所の無い人たちに居場所を提供していた」と主張した。
事件で「母乃泉」が解体され、警察に連行されたが、10年後には「瞼乃母（まぶたのはは）」なる団体の教祖となって『警部補 矢部謙三』に登場している。
大森美和子
演 - 伊藤裕子
日本科学技術大学事務長の娘。
子供を病気で亡くして悔やんでいる所に澄子が現れ、「母之泉」を信仰することになる。イビキが激しい。
青木正吾
演 - 河原さぶ
「母之泉」の近くに住む猟師。
以前に母之泉から脱走した息子を殺された経緯から、脱走してきた奈緒子らに同情して匿う。

木田知世
演 - 棟里佳
「母之泉」幹部。北海道方言で話す。
小倉隆一
演 - 綾田俊樹
奈緒子を雇っていた支配人。

### エピソード2 まるごと消えた村

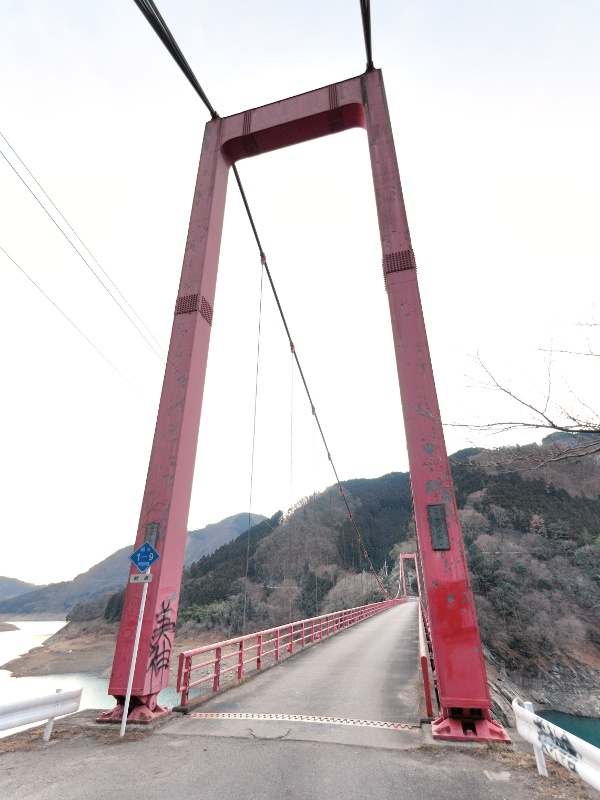
宝女子村へと通じる橋（群馬県藤岡市、金比羅橋）

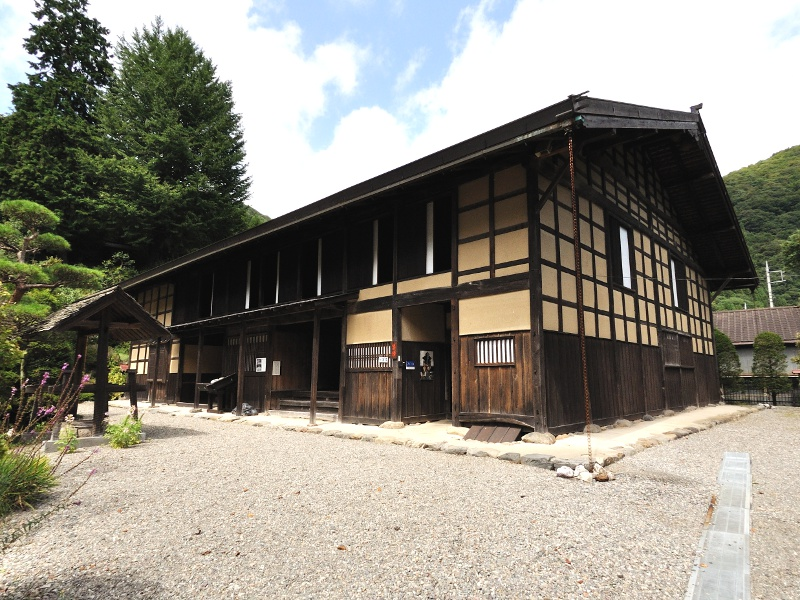
奈緒子らが宝女子村で2番目に捜索した家（群馬県多野郡上野村、旧黒澤家住宅）

ミラクル三井
演 - 篠井英介
物体を瞬間移動させられる男。元々は村にある寺の生まれ。本名は三井作造。
以前はテレビ番組で活躍していたが、学者にインチキだと言われて以降はテレビ番組を追われている。
伊藤公安
演 - 中丸新将
本エピソードの依頼人。警視庁の公安課長（シーズン2では佐々木という男に代わっている）。
矢部の上司であり、「鬼」と称される厳格な男。上田に失踪事件の調査依頼をする。
前田進
演 - 加賀健治
村の駐在所に赴任したばかりの警官。赴任当日に村人消滅事件に遭遇したことで、それから恐慌状態に陥っている。
塚田泰子
演 - 松井紀美江
村民。
ひとみ
演 - 五十嵐瑞穂
ときどき現れて意味深な発言をする。奈緒子曰く「安室奈美恵とウーパールーパーを足して2で割ったような」少女。
有馬辰夫
演 - 二瓶鮫一
村長。

### エピソード3 パントマイムで人を殺す女

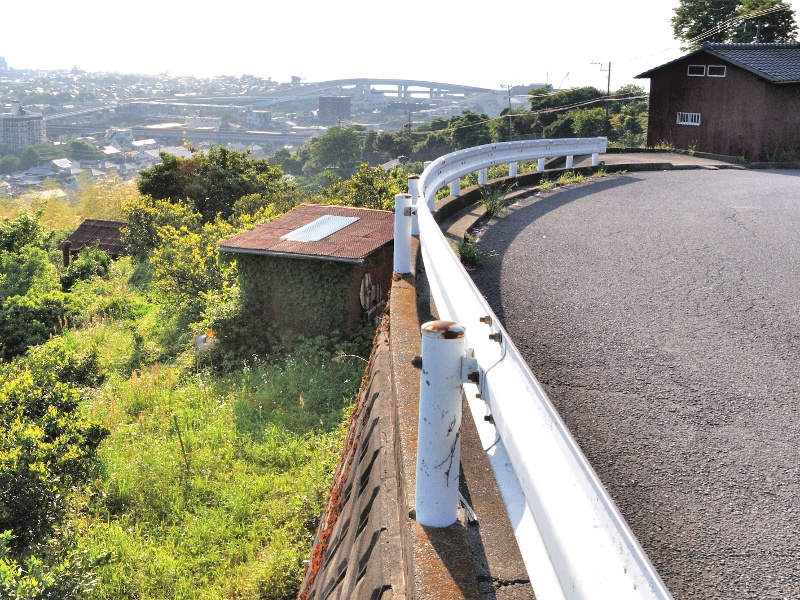
殺害された梅木隆一が見つかった現場と上田が気絶した道路（神奈川県小田原市、石垣山農道）

黒坂美幸
演 - 佐伯日菜子
パントマイムで殺人が行えると予言した女性。
常に不敵な笑みを浮かべ、論理的にも弁が立つ。喫煙者。
コメディタッチな他の霊能者たちと違い、冷酷さが終始強調されていた。
黒坂洋子
演 - 同上（1人2役）
美幸の双子の妹。容姿は姉と瓜二つだが、性格は正反対。
梅木隆一
演 - 瀬戸将哉
最初に殺害予告をされた男。
竹下文雄
演 - 小山彰一
2番目に殺害予告をされた男。
松井一彦
演 - 深水三章
3番目に殺害予告をされた男。
渡辺哲
演 - 本人
昼番組「哲!この部屋」の司会者。
工藤兄弟
演 - 本人
「哲!この部屋」のゲスト。
三倉茉奈・佳奈
演 - 本人
「哲!この部屋」のゲスト。

### エピソード4 千里眼の男
桂木弘章
演 - 橋本さとし
千里眼を持つと自称する怪しげな男。
常に眼帯で覆っている片目（瞳が青い）には、あらゆる物が透視できるという。
菊池寿夫
演 - 谷津勲
本エピソードの依頼人。桂木の詐欺被害に遭った老人。
実は同シリーズの第1話に登場した日本科技大の警備員。
田中
演 - 大坪佳代
桂木の秘書。関西出身。巨乳。
大木凡人
演 - 本人
「ラドンびっくり人間コンテスト」の司会。

### エピソード5 黒門島
黒津次男
演 - 鴻上尚史
黒門島の住人。黒門島の名家である黒津家の兄弟。ある陰謀で奈緒子を利用しようと画策する。
黒津三男
演 - 正名僕蔵
黒津次郎の弟。兄と同じく奈緒子を使ってある陰謀を画策している。
黒津元男
演 - 柴崎蛾王
黒津本家の当主（黒津兄弟は分家）。40代の男性。黒津兄弟の従兄弟で、黒津兄弟が勝手に用意した奈緒子の結婚相手。黒門島で1番の「大きな根っこ」を持つが上田次郎には敵わなかった。

## TRICK2（第2シリーズ、2002年）

### episode 1 六つ墓村

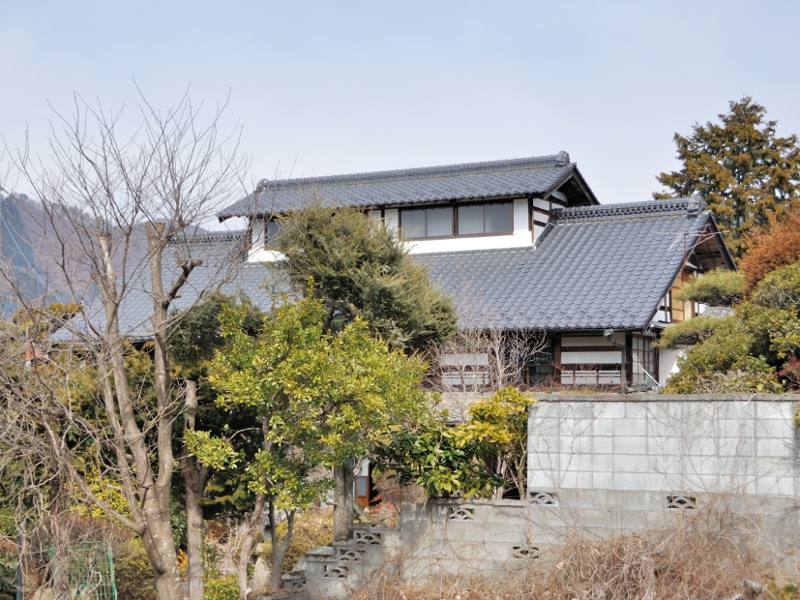
水上荘（山梨県甲州市、同名旅館）

平山平蔵（ひらやま ひらぞう）
演 - 渡辺いっけい
水上荘の番頭。度を越した丁寧口調（やたらと接頭語の「お」「ご」を用いたしゃべり方）を用いる（そのせいで、周囲は度々意味を取り違える）。超がつくほど真面目な男。
かつては田島家と並ぶ金持ちの息子だったが、父の代で全財産を失い、水上荘で働くことに。昔は相当なワルだったらしい。
田島松吉
演 - 石井愃一
本エピソードの依頼人。水上荘の現当主。
ドライな性格だが、落ち武者たちが持ち込んだ「秘刀」に関しては過剰反応する。
亀岡善三
演 - 徳井優
非常に思い込みの激しい県会議員。
小柄なため、マネキンの手やロンドンブーツ（およびロンドンスリッパ）を常備して見栄を張っている。最近は物忘れが激しく、人の顔をすぐ忘れる。名刺は一般のものより大きく、選挙権のない人間にはあからさまに冷たい態度を取る。里見に選挙ポスターの依頼をしたが相手にされず、その代わりに匂い付きのお守り（500万円）をもらう。
矢部の上司である公安三課長・佐々木とは桃山学院大学ワンゲル部の同期。
鶴山
演 - 長江英和
亀岡の秘書。大柄な体格。長身のため、よく柱や天井などに頭をぶつけている。亀岡同様、選挙権のない人間には態度が冷たい。
栗栖禎子（くりす ていこ）
演 - 犬山犬子
28作目「熱海モロッコ殺人連鎖」が100万部売れるなど、大ベストセラーを世に送り出している、超売れっ子女流推理小説家。誰に対しても高飛車で挑戦的な態度を取るが、藤野曰く「実は臆病者」。常にゴスロリの服を愛用している。
役名はアガサ・クリスティーのもじり。
演じた犬山は劇場版2でも「しゃべるヒヨコ」として声のみの出演をしている。
シーズン3では、矢部が劇中の台詞で犬山が犬子→イヌコへ改めたことに触れていた。
藤野景子
演 - 堀つかさ
栗栖のアシスタント。彼女と同じくゴスロリファッションを着用。上田に一目惚れされる。いつも栗栖からは「お前、あたしより可愛くないか?」といびられているが、来栖のことはこの上なく尊敬しているという。
松乃上孝雲
演 - 和田勉
六つ墓村に伝わる言い伝えを守る村の寺、和田弁天の住職。
口癖は「祟りじゃ!」。「ワッハッハッハ!」と豪快に笑う。村人特有の末広がりヘアーをしている。奈緒子から「旅芸人」とツッコまれる、独特の空気感を醸し出している。
『八つ墓村』の濃茶の尼のパロディーキャラ。
梅竹
演 - あき竹城
松乃上と共に六つ墓村に伝わる言い伝えを守り、篤く信仰している謎の老女。
いつも不気味な笑みを浮かべ、不可思議な手鞠唄を口ずさんでいる。
奈緒子からは「劇団の人」「大駱駝艦の人」とツッコミを入れられる。
役名は『八つ墓村』の多治見小梅・小竹姉妹が由来。
後藤医師
演 - 白木みのる
六つ墓村の医師。かなり小柄。村人の特徴である末広がりヘアーである。
実況見分では遺体に貼られたロープを使っていたずらをしていたが、医師としての腕は確かな様子。
地元の方言で話すため、語尾が「〜ズラ」となる。
田島美佐子
演 - 氏家恵
田島要吉の娘。父親がすすめた縁談のせいで、隣村の有力者の息子と結婚することになり、10年前の結婚式の前日に失踪。平蔵とは両想いであった。
基本的に後ろ姿しか登場せず、平蔵曰く「とても見目麗しい女性だった」とのこと。後ろ姿が奈緒子にそっくりである。
田島要吉
演 - 江藤漢
美佐子の父親。水上荘の先代当主。全財産を失い、路頭に迷っていた平蔵を雇った。美佐子が男と駆け落ちしたのだと思い込んだまま、失意のうちに亡くなった。

### episode 2 100%当たる占い師

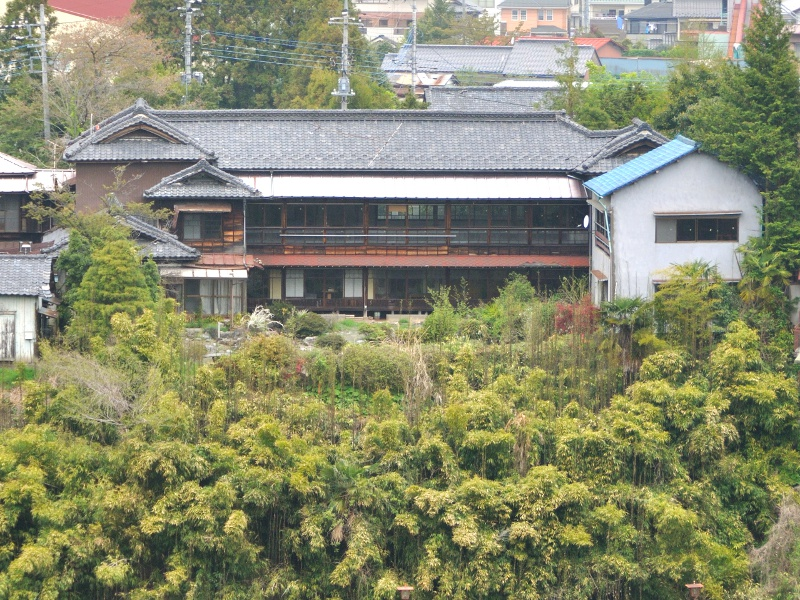
鈴木吉子の家（埼玉県大里郡寄居町、宿泊施設跡）

鈴木吉子
演 - 銀粉蝶
巷で的中率100%と囁かれる有名な占い師。
驚異の占い的中率の秘密は、吉子のみが知る「時間の穴」というものが関係しているらしく、そこから未来を見聞きしているという（自宅周辺は「時間の穴」の影響により、フェーン現象まで起こっている）。また、気に入った信者たちは自宅に招待され、特別に未来を占ってもらえるとのこと（その際には「貢ぎ物」が必要になる）。
インチキの証拠がないという点、信者たちをほとんど洗脳している点などから、奈緒子と上田を最も追い詰めた敵の1人である。
見た目の元ネタは泉アツノ。
清水
演 - 升毅
吉子の秘書。奈緒子たちを吉子の自宅へと案内する怪しげな男。吉子のことを「吉子様」と呼んでいる。吉子の自宅に到着した奈緒子たちに、彼女が本当に未来を予知できる証拠を見せる。
長部由起夫
演 - 伊藤俊人
吉子を熱烈に信仰する男。寄付する物として、「貢ぎ物」ならぬ「貢ぎ芋」と称したサツマイモが入った大きな革鞄を大切そうに持っている（本来の中身は全財産の模様）。共に吉子が住む村に行った奈緒子らと一緒に行動することが多いが、吉子の力を疑う奈緒子の考えには懐疑的。
中野
演 - 大河内浩
吉子を篤く信仰している中年男性。元証券マン。上田にまでも指摘される程の典型的な小市民。吉子に対抗しようとする奈緒子たちに厳しい目を向ける。
吉子の世話係
演 - 高野祐治
オレンジのジャージを着ている。もう一人、青いジャージを着た世話係といつも一緒にいる。
瀧山
演 - 光石研（第3話・第4話）
吉子の信者。不動産屋を経営している。内心では金儲けのために吉子が隠している「時間の穴」の場所を探り当てようと画策しており、奈緒子と矢部に協力を持ちかける。
大内マツ
演 - 絵沢萌子（第4話・第5話）
吉子の使用人。「時間の穴」がある土地に昔から住んでおり、吉子の信者が土地に集まるようになってから身の回りの世話をするようになったという。
信者
演 - 斉藤歩（第3話・第4話）
マジソンバッグに入れた金をマツに盗まれたと主張する。
占い客
演 - 藤波晟（第3話）
吉子に占ってもらい左に行くと災いがおこる、と言われる。
ニュースキャスター
声 - 堀井真吾（第3話）

夜逃げ屋の男
演 - 穂積ぺぺ（第4話）

長部の婚約者
演 - 内林若菜
雑誌編集者。
- 和気伸嘉（第3話）、斎藤枝里奈（第4話）

### episode 3 サイ・トレイラー

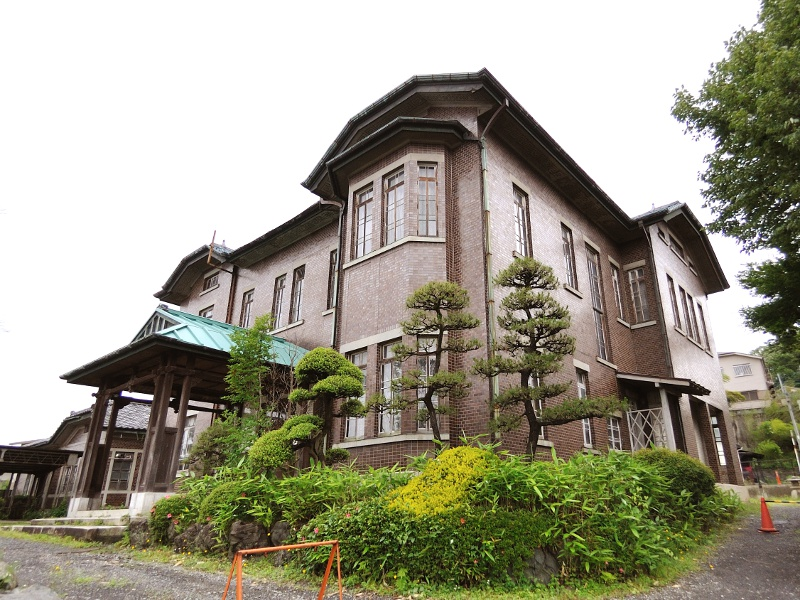
深見博昭邸（埼玉県入間市、旧石川組製糸西洋館）

深見博昭
演 - 佐野史郎
4年前に渡米し、半年前に帰国した超心理学者。「サイ・トレイリング」を使えるサイ・トレイラー。「パラサイコロジーアカデミー」という学園では学長を務める。心理学、法学、大脳生理学にも精通し、北海道理科大やハーバード大で教授を務めた経歴もある。
右手には、いつも手袋をはめており、「サイ・トレイリング」を行う際に外して鑑定する。望まぬ死を遂げた人々の魂が残るとされる領域「ゾーン」の存在を主張しており、高い声音で「ゾ〜〜〜ン」と発音する。
過小評価されることの多い奈緒子を初めから警戒し、彼女の素質を見抜いた数少ない人物の1人。
岡本宏
演 - 池内万作
本エピソードの依頼人。恭子の婚約者。証券マン。
恭子の失踪に関して、深見の力が本当かどうか探って欲しいと上田に依頼する。泣き虫な男で、終始泣いていることがほとんど。
辰巳のことを快く思っておらず、水と油の関係である。
小早川辰巳
演 - 田山涼成
恭子の伯父。財閥の大金持ち。職業はエッセイスト。人面タクシー事件を解明した者には、犯人を見つけ出すことを条件に1000万円の報酬を渡すと約束した。かつらをかぶっており、矢部から親近感を抱かれる。
「公報人 矢部謙三」では、矢部に祝電を打っている。
小早川恭子
演 - 高木りな
岡本の婚約者。辰巳の姪。辰巳の妹が相手の男性の名前を明かさず未婚のまま産んだため、父親は分からない。
4年前、人面タクシーに乗ったまま失踪してしまう。
江戸っ子組長
演 - 谷津勲
上田が公園で拾った財布の持ち主。深見曰く「辰巳琢郎似」。
組長の手下
演 - 菅野久夫

大和田獏
演 - 本人（第6話）
上田が出演するテレビ番組「ワイドスクランブル」の司会者。
車で道に迷うカップル
演 - 関塚裕二（第6話）、木下統耶子（第6話）

受付嬢
演 - 星野マヤ（第6話）
パラサイコロジーアカデミーの受付。
鑑識官
演 - 大久保運（第6話）、増田英治（第6話）、田口末広（第6話）
深見が指定した場所で複数の遺体を発見する。

### episode 4 天罰を下す子

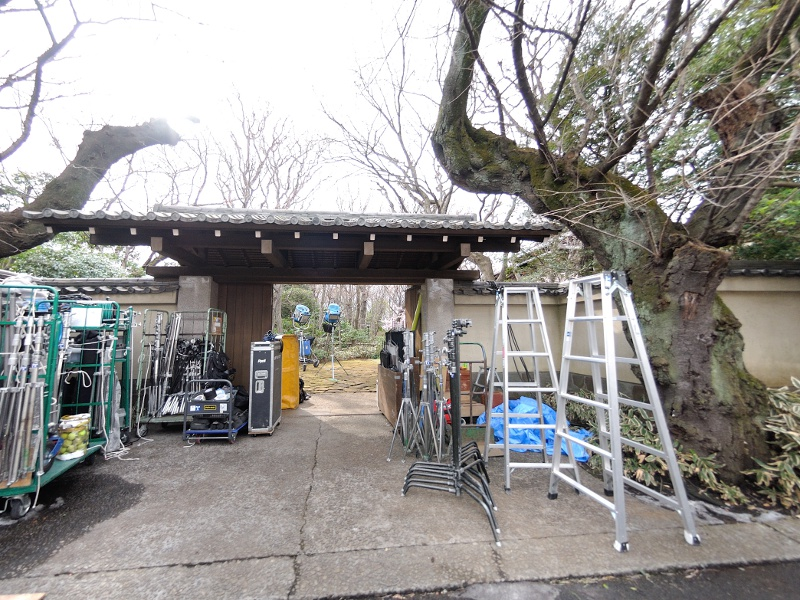
針生屋敷(東京都小金井市、レンタル撮影スタジオ)

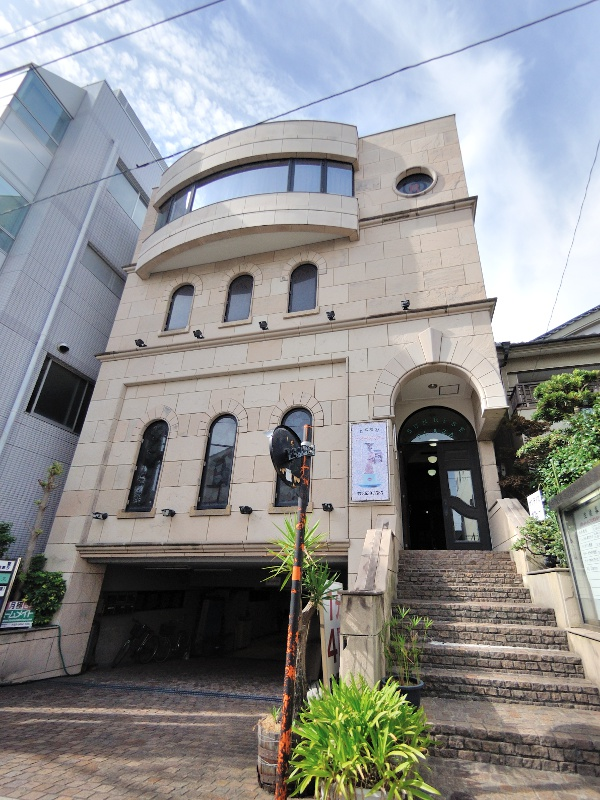
笑顔がこぼれる会（東京都江戸川区、サンライズプラザ）

塚本恵美
演 - 小橋めぐみ
本エピソードの依頼人。女子大生。
資産家の従兄・オオサキキミオとの些細なケンカが原因で、軽い気持ちで針生光太に天罰を依頼したところ、キミオが転落死してしまう。光太の力が本物かどうかを確かめるため、自分に天罰を下してもらうよう上田に依頼する。上田が一目惚れしてしまい、「片時も離れるな」と言ったため、上田の自宅に泊まることになる。
奈緒子からはぞんざいに扱われ、出前の特上寿司は「毒見」と称してすべて食べられ、残ったガリだけを食べさせられた。
針生光太
演 - 秋山拓也
天罰を下す少年。自分には不思議な力があり、自由に天罰を下すことが出来るという理由で天狗になっている。「天罰が下るよ」が口癖。学校に友達が1人もいない。
名前の由来はハリーポッター。
針生かず
演 - 正司歌江
針生光太の祖母で貴子の義母。針生家は人の運を左右する力を持つとされていた助産師の家系で、光太はその家系の力をより強力に受け継いでいる「御告者」であると主張する。儀式の際には、貴子と共に奇妙な舞いを踊る。
針生貴子
演 - 深浦加奈子
針生光太の母。光太の能力を信じており、それを疑う上田を無礼者扱いする。また自分の息子を「光太様」と呼び、甲斐甲斐しく世話を焼いている。儀式の際には、かずと共に奇妙な舞いを踊る。
倉岡剛
演 - 見栄晴
天罰のコーディネーター。天罰の依頼者を針生家に斡旋して斡旋料を貰っている。かなりのカラオケ好き。
大道寺安雄
演 - 野添義弘
「笑顔がこぼれる会（以下・笑顔会）」というセミナーを開催している男。英語まじりの日本語を操り、「お金大好き」を合言葉に信者の心を掴み、不思議な力を見せては信者たちから金や財産を巻き上げている。奈緒子は、この男の力が本物かどうかを調査するアルバイトを引き受け、「笑顔会」に潜入する。
小宮山
演 - 高杉航大
大道寺に1千万円を預けることを決めた「笑顔会」信者。
医師
演 - 岡元八郎（第9話）
上田が塚本恵美を連れて行った医院の医師。

### episode 5 妖術使いの森

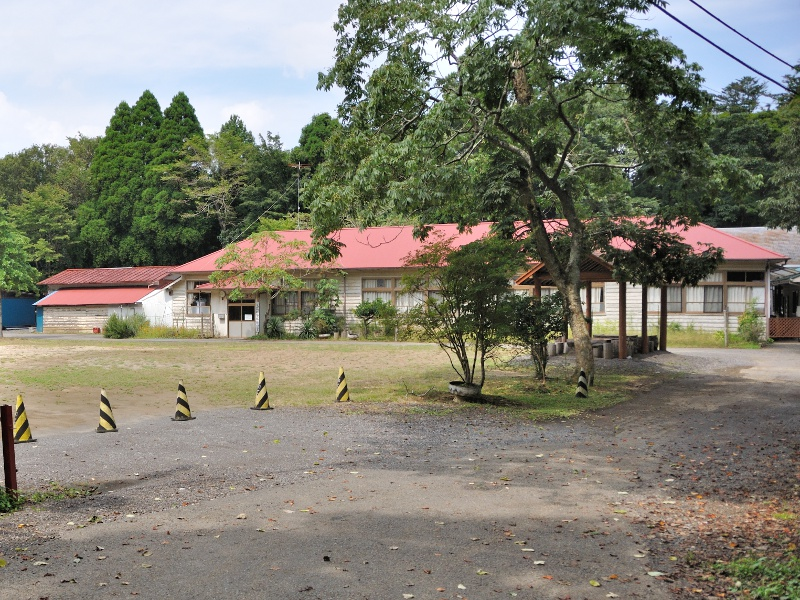
来さ村役場（千葉県夷隅郡大多喜町、もみの郷会所）

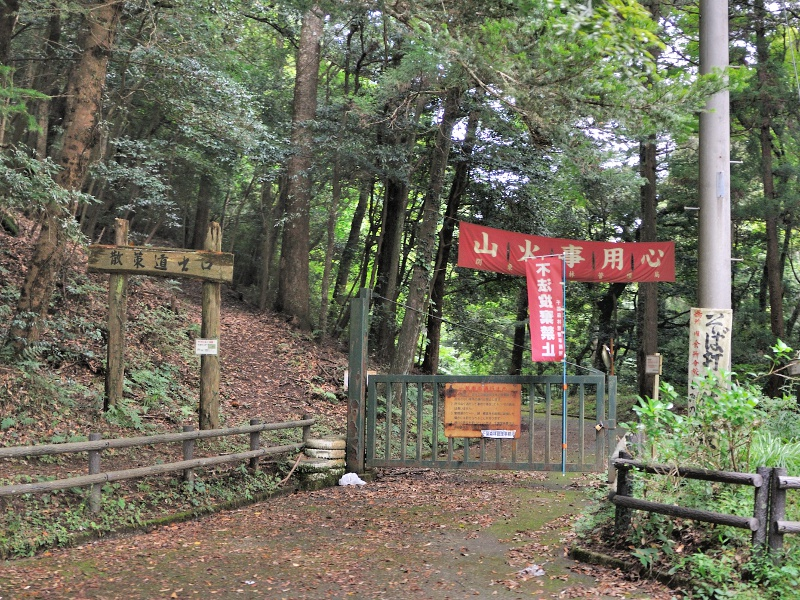
白木の森入り口（千葉県夷隅郡大多喜町、会所生活環境保全林管理道路出入口）

柳田黒夫（やなぎだ こくお）
演 - 寺田農
民俗学者。半年前に助手・岸本が白木の森に入ったところ、行方不明になってしまう。「古くより西洋文化を受け入れなかった南方の島では不思議な力を持つ者が存在している」という自説を否定されてからはインチキ民族学者と学会から追われた。
森の中ではまゆ毛がのびるという怪現象に遭い、矢部からは「村山富市」といわれていた。
自分の言っていることをICレコーダーに吹き込んで記録する癖がある。
民俗学者である柳田國男からのネーミング。
小松純子
演 - 石野真子
ルポライター。何かと人につっかかる攻撃的な性格で、特に柳田とは反りが合わない。
森の中では手の甲の毛が伸びるという怪現象に遭う。
劇中では演じる石野の楽曲である「失恋記念日」や「狼なんか怖くない」を歌っていた。
大橋大三郎
演 - 八名信夫
来さ村の村長。上田たちに威圧的な態度を取る。部屋には数々の高級絵画などの模造品が置かれている。
事あるごとに「まずーい」のフレーズを連発する。里見に来さ村の文字を書いてもらうように依頼をしている。
アラン・ジャンポール・井上
演 - 手塚とおる
探検家兼俳優。日系フランス人を自称しているが、実際は純日本人。本名は井上権三。
2人の部下アラキ、カバキを連れて奈緒子らと共に調査を開始する。
森の中では部下共々鼻毛が伸びるという怪現象に遭う。
橋本孝夫
演 - 市川勇
本エピソードの依頼人。来さ村役場の建設部長。白木の森について上田に調査依頼する。
森の中では口の周りのひげが伸びるという怪現象に遭う。
橋本マリア
演 - ルビー・モレノ
橋本孝夫の妻。元々はフィリピン・パブに勤めていた。
良くも悪くも裏表のないマイペースな性格。片言で「ごめんくさい」など、チャーリー浜のギャグを度々言う。
森の中では髪の毛が伸びるという怪現象に遭う。
日向栄一
演 - 佐藤二朗
「やる気建設」の社員。
小声かつ早口で話す。温厚そうな雰囲気を醸し出しているが、実際は「キレやすい」タイプであり、ちょっとしたことでも大声を上げて周囲を威圧する。
森の中では耳毛が伸びるという怪現象に遭う。
小橋進
演 - 小西泰久
来さ村役場の職員。いつも大橋村長の傍らにいる。
石橋
演 - 中越典子
来さ村役場の職員。ギャル言葉を使い、里見のことを疑問視していた。
岸本
演 - 皆川猿時
半年前に東京から村に来た柳田の助手。森で行方不明になっている。
荒木一郎、カバキ
演 - 田中大輔、与古田康夫
アランの部下。
妖術使い
演 - 椎名桔平（友情出演）
白木の森にいる妖術使い。黒門島に伝わる妖術使いだが、120年前に黒門島を追われた者達の生き残りでもある。
一度、幼少期の奈緒子と接触しており、奈緒子を自らの元に呼び寄せようとしたことがある。
通常はお面を被っていて素顔がうかがえない。白木の森で再び奈緒子と遭遇したが、幼少時に遭遇した妖術使いと同一かは不明。
奈緒子にだけはこの妖術使いが椎名桔平に見える。
パントマイム
演 - 神雅喜、栗原一

ロン毛のカップル
演 - 渡辺慎一郎（第10話）、三浦麻衣子（第10話）
冒頭で森の中をさまよい歩くカップル。
毛はえテノール
声 - 山内章弘（最終話）
森の中に鳴り響く歌声。

## 木曜ドラマ TRICK〜Troisième partie〜（第3シリーズ、2003年）

### episode 1 言霊で人を操る男
芝川玄奘
演 - 森本レオ
言霊使い。自らが発する言葉により、人や物を自由に運命付けることが出来ると自称。通称は「玄奘様」。元国語教師らしい。いつも白いよだれかけを身に着けている。奈緒子の出生を知っており、奈緒子には「上田とはいずれ敵同士になる」と告げる。
相沢即史（あいざわ そくふみ）
演 - 甲本雅裕
本エピソードの依頼人。日本国中開発株式会社の営業企画リゾート開発一課課長。
芝川から「お前は自殺する」と言われたため、上田に助けを求めてくる。
鬼頭理三
演 - 矢島健一
芝川の部下。上田の大ファンでもあり、すべての著作物は読破しているという。彼の「始めに、言葉あり」の一声の後に芝川が言葉や予言を発する。黄色いよだれかけをしている。芝川のことは「玄奘様」と呼んでいる。
江藤
演 - 佐戸井けん太
蛾眉村の地主。芝川が住み着いてしまったため、リゾート開発が行えずに困っているという。
井上真一
演 - 嶋大輔
蛾眉村の建設業者。井上真二の兄。不良時代は、いじめられていた弟を助けようとして、いじめていた相手を倒したこともあるほど弟思い。
井上真二
演 - 荒川良々
蛾眉村の建設業者。井上真一の弟。心臓に持病を持っているため、体が弱く、いつも兄に頼りきっている。
政治家
演 - 半海一晃（第1話）
選挙を控え、里見の所に看板の文字の依頼に訪れた政治家。
マネージャー
演 - 斎藤清六（第1話）
演芸の舞台のマネージャー。奈緒子をクビにする。
ガッツ石まっ虫
演 - ガッツ石松
蛾眉村の虫で、甘い物好き。殺虫剤「ハネアリイヤーン」に弱い。
南方熊作
演 - 六平直政
各地で「神の象の像」を探す謎の男。自称柳田黒夫の弟子。

### episode 2 瞬間移動の女

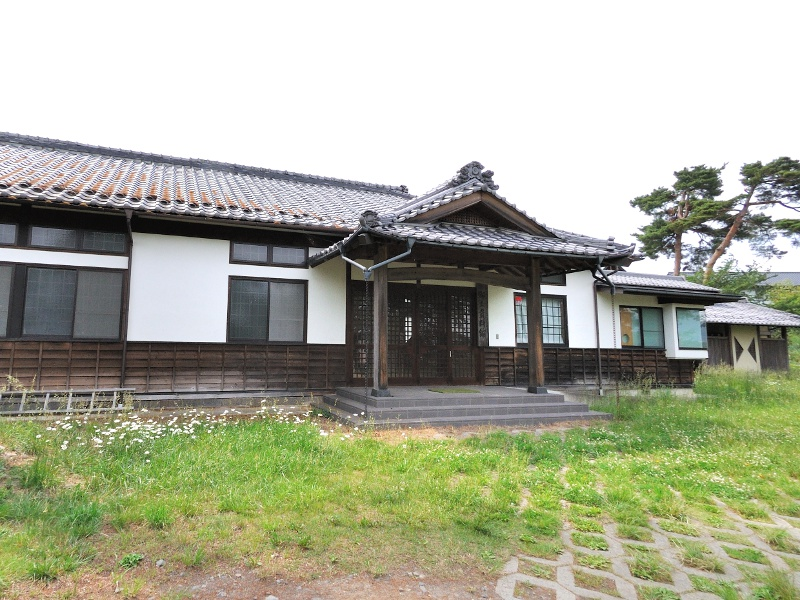
神ヶ内遺跡ミュージアム（長野県東御市、東御市北御牧郷土資料館）

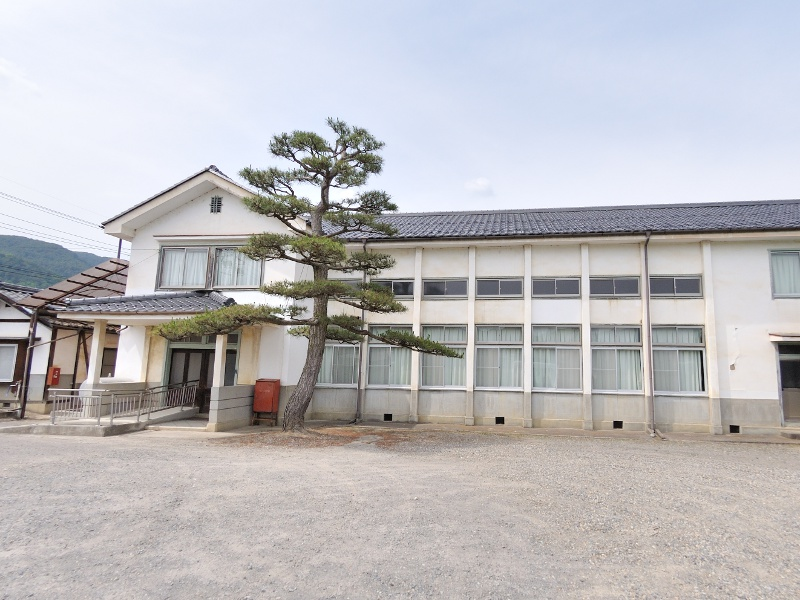
神ヶ内村役場（長野県上田市、仁古田公民館）

スリット美香子
演 - 高橋ひとみ
時空にスリットを入れて瞬間移動することが出来ると自称。本名は「西村美香子」。
村人たちには「ミカリ様の生まれ変わり」だと豪語。「「難玉弐高式土偶」は自分の先祖の宝である」と主張し、奪おうとしている。
常にスリットの入ったチャイナドレスを着用しており、上品なお嬢様口調を駆使し、虹色の扇子で仰ぎながら高笑いをする。
スリットを入れる際には「裂けて!」と叫び「スリットぉ!」と掛け声を掛けるのが特徴。
奈緒子からは終始「スキャット美香子」と呼ばれ、矢部からは「スリップ美香子」と呼ばれた。
奈緒子は彼女の挙動やセリフをマネするのがクセになってしまい（特に「スリットぉ!」という掛け声）、以後この次のエピソードから映画版3作目に至るまで、端々に彼女のセリフが奈緒子の台詞を通して登場する。
芥川呂都里下須
演 - 黒田アーサー
本エピソードの依頼人。神ヶ内村の博物館「神ヶ内遺跡ミュージアム」学芸員。
上田にスリット美香子から村の宝を守って欲しいと依頼してくる。急に無意味に語気を強める。育毛ブラシを常備している。
名前の由来は芥川龍之介。
三沢
演 - 中西良太
菊池曰く「白い首巻きに男の勲章みたいなサングラスをし」、怪しい金庫を持ちながら神ヶ内村を探索する謎の男。どうやら芥川のことは知っている様子。
奈緒子からは「三河屋さん」と間違われた。
鈴木トメ
演 - 山村紅葉
神ヶ内村の高級旅館「ロイヤルハシヅメホテルリッチデラックス」の女将。かなり威圧的で、彼女が近くにいると必ず画面が揺れる。
美香子をミカリ様の生まれ変わりだと強く信じている。
武者小路
演 - 浜田晃
神ヶ内村村長。声が大きく、小声で喋ることができない。また、他の村人同様、育毛ブラシを手放さない。大の学者嫌いなため、上田のことは「どんとベスト」「どんベス」（「どんと来い!超常現象」と「なぜベストを尽くさないのか」の略称）と呼び、まったく信用していない。
1年前に亡くなった西村博士のことも信用していなかった様子。
名前の由来は武者小路実篤。
川端
演 - 木村靖司
神ヶ内村助役。村長を陰ながら支える、村のナンバー2のポジション。彼も育毛ブラシが手放せない。
名前の由来は川端康成。
三島
演 - 三箇一稔
神ヶ内村文化振興課長。頼りなさげだが、一応村のナンバー3のポジション。芥川からは「三島!」と怒鳴られるかのように呼ばれている。彼も育毛ブラシが必需品。
名前の由来は三島由紀夫。
津田時子
演 - 伊藤雅子
神ヶ内村村民なんでも相談室職員。「お嫁さんにしたい女性職員」ナンバー1に選ばれたこともある（が、村の女性職員は彼女だけ）。上田の大ファン。常に顔には米粒が付いている。
名前の由来は津田梅子。
西村博士
演 - 和田周
考古学者。本エピソードの1年前、ミカリ様のミイラを見つけたものの、何者かに殺害されてしまった。
名前の由来は西村京太郎。

### episode 3 絶対死なない老人ホーム
赤地洋司
演 - 高嶋政伸
「魯人老人ホーム」専任カウンセラー。通称「赤地先生」。
いつも爽やかな笑顔を絶やさず、老人たちに優しく接する好人物。一方、子供の頃は悪さばかりしていたらしく、「父親へ酷い扱いをしてしまったことへの戒め」の意味もあるという。
死んだ人や壊れた物（友情などの形のないものに対しても）に対し、「戻れ」と念じるだけで完全に修復できると自称。
万田亀太郎
演 - 近藤芳正
「魯人老人ホーム」理事長。何かにつけてオーバーアクション（歌舞伎のような華麗な舞いと節回しをつける）。白と金を基調とした服装をしている。
上田を「先生」と呼んで丁寧な応対をするが、奈緒子は「お前」と呼んで横柄な態度を取る。
千田鶴二郎
演 - 浅野和之
「魯人老人ホーム」副理事長。常に首を鳴らしている。赤と銀を基調とした服装をしているが、顔つきは暗い。
多額の借金を抱えているらしく、「首が回らない状態」だという。
古川良平
演 - 横山あきお
赤地が過去に生き返らせた老人のひとり。
大好きな『ふるさと』を口ずさんでいる。かなりスケベで巨乳好き。
岡田祥三
演 - 庄司永健
目の前で、自分が黙って飲んでしまったビールを復元してもらったという老人。
メガネと口ヒゲが特徴。
大隈重子
演 - 市川千恵子
古川と恋仲の女性。通称「大熊のばあさん」。上田とは一緒にツイスターゲームで盛り上がっていた。
古川とケンカをしたときに赤地に仲を取り持ってもらったと証言する。
名前の由来は大隈重信。
小山信子
演 - 土居由佳理
古川の最期を看取った看護師。かなりの巨乳で古川のお気に入り。
赤地茂蔵
演 - 下川辰平
赤地の父。妻を亡くして以来、男手一つで赤地を一人前に育て上げた。
以前、海難事故で死亡した際に赤地に生き返らせてもらったらしい。
現在は車椅子での生活を余儀なくされている。好物は大福。
京明日香
演 - 杉本彩
本エピソードの依頼人。日本一の書店である「京國屋書店」社長夫人。
美人でスタイル抜群。大人の女性の色気を漂わせており、常に両脇には男を従えている。上田に「魯人老人ホーム」の調査を依頼してくる。
ネタ元は紀伊国屋書店。
京貞子
演 - 森康子（第6話）
京家の大奥様。40億円近い京家の資産のほとんどの名義を持つ、通称「40億のおばあちゃん」。

### episode 4 死を招く駄洒落歌
亀山千鶴
演 - 羽田美智子
亀山鶴子の孫娘（長女）。両親（父；亀山 鶴一郎、母；亀山 鶴代）をすでに亡くしており、現在は鶴子に代わって亀山家のことを取り仕切っている。
上田が一目惚れし、目から星が流れてしまうほどの美人。手先が器用らしく、妹2人の化粧（けわい）を同時に行える。少々ズレた感性の持ち主らしく、俗世間の人間である上田に「可愛い」を連発する。
亀山鶴子
演 - 由紀艶子
亀山家当主。現在は危篤で昏睡状態だが、由緒ある旧家のため、彼女の許可がないと物事が進まない。千鶴曰く「5日寝て2日起きて1週間を過ごす」とのことである。
設定の由来は本郷かまと。
亀山千里
演 - 宝積有香
千春とは双子の姉妹。千鶴の妹（次女）。プライドの高さは文子に匹敵するほど。服装は黒が多い。哲也に対して積極的にアピールをしている。
亀山千春
演 - 井上碧
千鶴・千里の妹（三女）。「ブス」という言葉には敏感。服装は赤が多い。陰ながら哲也にアプローチを繰り返している。
亀山清三郎
演 - 黒部進
鶴子の息子（三男）。亀山家存続に力を入れており、特に藤二郎へのライバル心が強い。息子の哲也に対し、日々厳しく和歌の指導を行っている。
なぜかオネエ口調だが、周囲からのツッコみは特にない。
向上心の高まりを表現する際には「ジュワッチ!」と言う（哲也曰く「もうジュワッチはやらないと約束した」）。
亀山文子
演 - 山口美也子
清三郎の妻。時折言葉のアクセントがズレる。
見た目には夫を支える貞淑な女性に見えるが、麗香からは「義姉さんのお腹の中は真っ黒だから」と言われている。
俗世間との交わりを頑なに拒絶しており、プライドの高さは一族の中で群を抜いている。
亀山哲也
演 - IZAM
清三郎・文子の一人息子。毎日父から厳しく和歌の指導を受けている。千里と千春から好かれている。
由緒ある亀山家の人間にもかかわらず、金髪ヴィジュアル系（菊池からも「ヴィジュアル系の人」と言われた）。
亀山藤二郎
演 - 丸岡奨詞
鶴子の息子（次男）。亀山歌の才能は現一族の中で一番と言われている。
実は3年前にある女性と恋に落ち、一族が強引に仲を引き裂いた結果、その女性は自殺したという。
闇十郎の存在を強く信じている。
亀山麗香
演 - 岡まゆみ
鶴子の娘（長女）。夫の宏には厳しく接しており、顎でコキ使っている。
甘やかされて育ったため、思ったことを何でも口にしてしまう毒舌家。亀山家の財産の行方を気にして帰省して来た。
彼女が叫ぶと画面が激しく揺れる。
亀山宏
演 - 入江雅人
麗香の夫。亀山の名を残すために婿養子になる道を選択した。婿のため、麗香には非常に腰が低い。
突如「〜っすか!」と語尾が激しく変化したり、時折自分を「ミー（Me）」と称すなど、謎の言動が目立つ。
松村弁
演 - 松澤一之
本エピソードの依頼人。亀山家に仕える顧問弁護士。茨城県水戸市在住。
「“いちまつ模様”の扉」を亀山家の人間が見守る中で開けて欲しいと上田に依頼してくる。上田の大ファンであり、彼の著作物のタイトルの韻（「ドンと」と「don't」）にも気がついていた。
亀山闇十郎
演 - 神雅喜
亀山家の先祖。江戸時代に生きていた人物。
その超能力は強大で、亀山家で1番と評価されていた。和歌で天変地異を鎮めたりもしたそうだが、ある遊女と会っている間に不穏な最期を遂げる。
「“いちまつ模様”の扉」に封印されているらしい。
藤二郎の元恋人
演 - ダンプ松本（写真出演、第8話）
藤二郎と付き合っていたが、仲を引き裂かれたため3年前に自殺。
ガッツ石まっ虫
演 - ガッツ石松（第8話）
蛾眉村の虫で、甘い物好き。

### episode 5 念で物を生み出す女〜黒門島の謎II

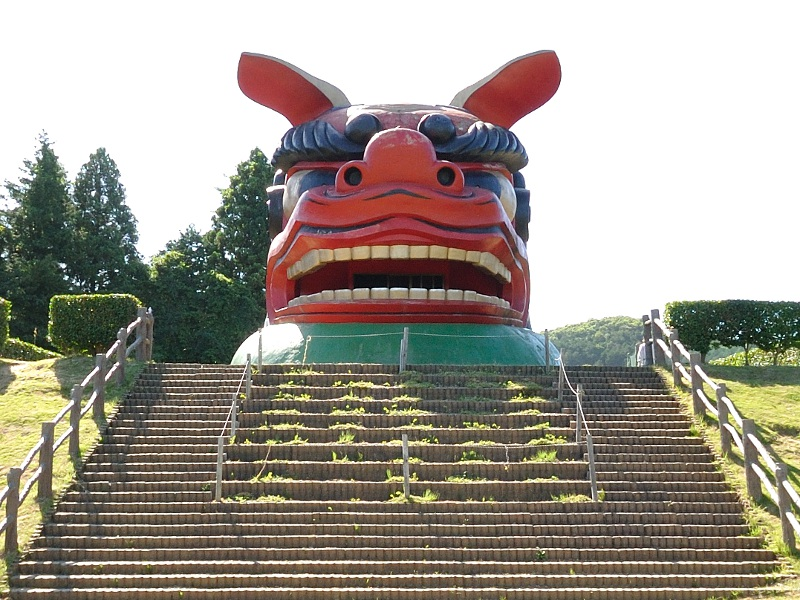
御獅舞村（茨城県石岡市、常陸風土記の丘・獅子頭展望台）

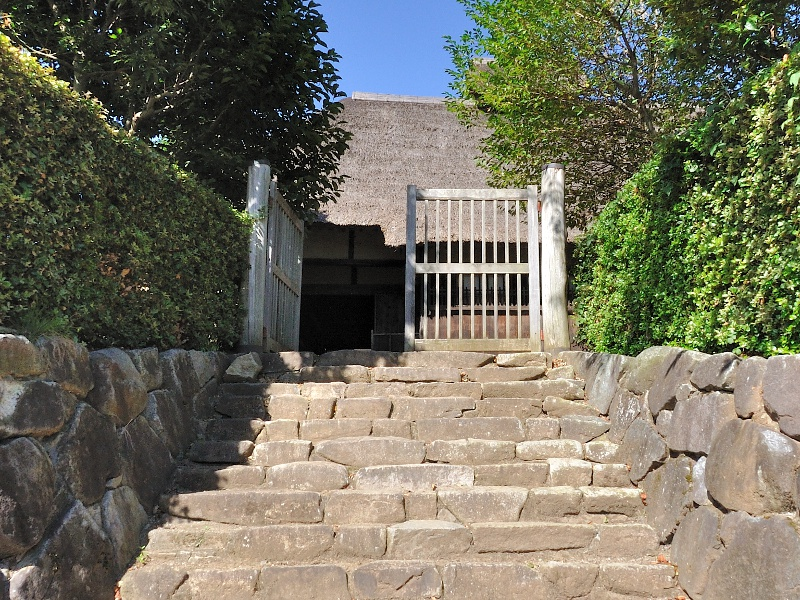
金井源三の家（茨城県石岡市、常陸風土記の丘・会津民家）

長谷千賀子
演 - 大谷直子
25年前に学者から「インチキだ」と言われ、村を追われた女性。その時には子供を妊娠していたが、恋人は病没してしまう。最近、自らに秘められた力をパワーアップさせたと主張し、村に戻って来た。念で物質を実体化することが出来ると豪語。
岸本誠一
演 - 成宮寛貴
金井家の召使い。元々は孤児だった。金井家からは虐げられており、特に金井家の金庫の金が無くなった事件以降、その傾向はますます強くなっている。
金井源三
演 - ガッツ石松
村一番の権力者。金井家の人間は岸本以外、基本的に派手である。乱暴者としても有名。顔はガッツ石まっ虫に似ている。
金井民代
演 - 鷲尾真知子（第9話）
源三の妻。息子が行方不明になっていることや、千賀子が引き起こす事件などでヒステリックになっている。夫同様、かなり派手な服装をしている。
金井省吾
演 - 久保田篤
源三・民代の息子。父同様に、乱暴者として有名。村から千賀子を追い出そうとして討伐隊と共に千賀子の元へと向かったが、その途中で行方不明になってしまう。
北見紀明
演 - デビット伊東
本エピソードの依頼人。村の中学教師。上田を尊敬しており、服装などを真似している。
本シリーズの依頼人では珍しくストーリーの軸にあまり絡まなかった。
南方熊作
演 - 六平直政
黒津分家の使者。里見の監視を命じられており、奈緒子の身柄をネタに里見にある要求を突きつける。
黒津菊雄
演 - でんでん（最終話）
黒門島の黒津家の分家の人間。自分の周りの親族を同級生も含めて紹介する律儀な性格。
黒津康男
演 - つぶやきシロー（最終話）
黒津家の分家の人間で黒津菊雄の従兄弟。つぶやき声で仲間に指示を与える。自分をクエンティン・タランティーノ似だと思っている。
大城智
演 - 樋渡真司（最終話）
沖縄県警刑事・警部補。黒門島に駆けつけた。
若林巡査
演 - 村木仁

商店街のおじさん
演 - 赤池公一（第9話）

浅田医師
演 - 岡田正（第9話）

千賀子の恋人
演 - 加瀬竜彦（第9話）

奈緒子の隣人
演 - 森山周一郎（第9話）

学者
声 - 田中亮一（第9話）

漁師の兄妹
演 - 奥平聡（最終話）、奥平綾子（最終話）

## TRICK 新作スペシャル（2005年）
緑川祥子（みどりかわ しょうこ）
演 - 名取裕子（幼少期：篠原愛実）
ヒット本を多数出版している、売れっ子占星術師。テレビ番組で上田らと対決する際に、今まで世間に公表したことがない裏の占星術があると主張し、その中の暗黒厄年という厄年さえ抜け出せば良いという。人の死ぬ運命が占えるとも断言する。決め台詞は「占い（裏無い）でおもてなし（表無し）」（占いには、裏も表もないということ）である。
大柴邦夫
演 - 西村雅彦
祥子の助手。実は上田と張り合うほどの武術の使い手。柔道、剣道、空手、書道、そろばん、合わせて20段だという。
福澤慶
演 - 大和田伸也
三田日吉大学教授。上田らとテレビ番組で祥子と対決することに。
過去に新島・大隅と共に、ゴミを燃料に変える電池の開発を行った功績で知られている。座るときの口癖は「よっこい庄一」。
名前の由来は慶應義塾大学とその創設者の福沢諭吉。
新島同志
演 - 本田博太郎
今出川大学教授。上田らとテレビ番組で祥子と対決することに。
祥子の力はイカサマだと主張しており、今回の対決には懐疑的。
名前の由来は同志社大学とその創設者の新島襄。
大隈早大（おおくま はやひろ）
演 - 小木茂光
高田馬場所沢大学教授。上田らとテレビ番組で祥子と対決する。
緊張すると無性に甘いものを欲するため、常に金平糖を持ち歩いている。
名前の由来は早稲田大学とその創設者の大隈重信。
加藤
演 - 岩男万太郎
「緊急特番 毎度!スクランブル スペシャル」の観覧席から、祥子に親戚が騙されたと因縁を付ける男性。番組中に祥子から「番組終了までに心臓麻痺で死ぬ」と宣告され、その通りに死亡してしまう。
大沢
演 - 六角慎司
祥子の信者。
小林
演 - 辻修
祥子の信者。
岸田敦子
演 - AKINA
祥子の信者。祥子に暗黒厄年に入っていると言われ、「暗黒少女」と呼ばれる。
神部明、神部知世
演 - なすび、田所二葉
男の子どもを欲しがっている夫婦。里見に「男女産み分けのお札」を授けてもらいに行く。その後、池田荘に住もうと池田ハル夫婦の元を訪れる。
CMガール
演 - 斉藤典子
番組の途中で入る生コマーシャルの女性。ドイツのゾウリムシ社（ゾーリンゲン社のパロディ）の魔法のおろし金を宣伝する。
祥子の父
演 - 山口良一
発明好きの鉄工所経営者。
テリーいたう
演 - テリー伊藤
祥子と上田らを対決させるテレビ番組「緊急特番 毎度!スクランブル スペシャル」の司会者。
パレオ・れいこ
演 - すほうれいこ
「緊急特番 毎度!スクランブル スペシャル」のアシスタント。漢字がろくに読めず、番組中にテリーから何度も注意される。祥子に「86年後に中山競馬場で馬に蹴られて死ぬ」と予言される。
団長
演 - 麿赤兒
奈緒子がマジックショーを行う花やしきのステージの団長。シリーズ同様奈緒子をクビにする。
ケン
演 - 佐藤真弥
父が生きていた頃の祥子の兄。

## TRICK 新作スペシャル2（2010年）

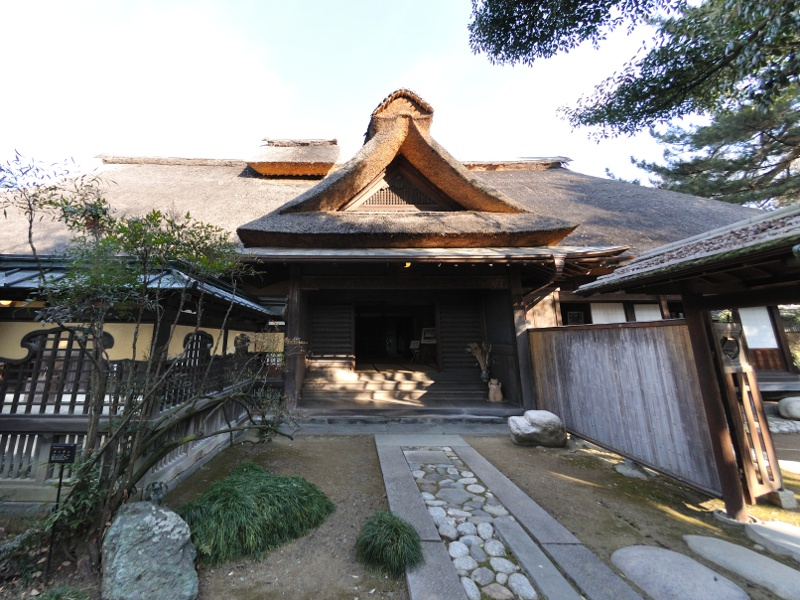
西園寺家（山梨県南アルプス市、安藤家住宅）

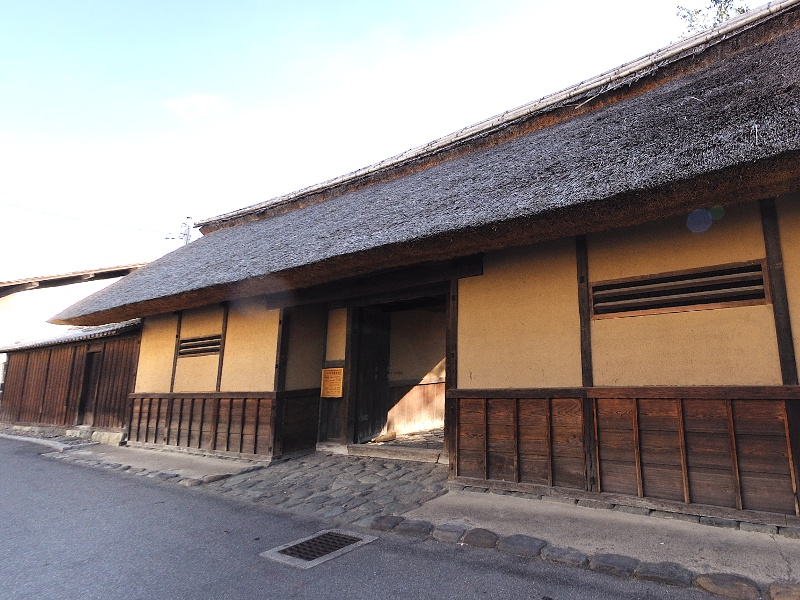
西園寺家の門（山梨県南アルプス市、安藤家住宅）

東崎彩乃
演 - 浅野ゆう子
かつて、西園寺家と二分する勢力を築いていた東崎家の長女。
20年前、夫と息子を松子が雇った祈祷師に呪い殺され、村を追われ、ある霊能力者の下で修行して人を呪い殺す力を身につけ、20年前の復讐のために村へ舞い戻った。
歌唱力に長けており、契り祭ののど自慢大会に飛び入りで参加した際には審査員の秋元康から98点と絶賛された。
西園寺松子
演 - 手塚理美
村の名家・西園寺家の現当主。かつて祈祷師に彩乃の夫と息子を呪い殺させ、東崎家を村から追い出した事で現在は一大勢力を築いている。地盤を固めるために誠一の政略結婚を進めようとしている。
西園寺誠一
演 - 永山絢斗（幼少期：飯泉聖翔）
松子の息子。上田に「契り祭り」の真偽を確かめるように依頼する。麗子という許嫁がいながらも、恭子と密かに付き合っている。古風な喋り方をする。
小松恭子
演 - 高橋真唯
誠一の恋人。誠一の婚約者の存在や「契り祭り」のことを気に掛けながらも、一途に誠一と愛し合っている。
佐々木菊枝
演 - 美波
誠一の幼馴染。誠一に対する想いが強く、巧妙な細工を仕掛けてまでも「契り祭り」で誠一と結ばれようと画策している。
石坂麗子
演 - 逢沢りな
石坂家の一人娘で誠一の許嫁。自分の大量の髪を「契り契り岩」に結ぶ紙に巻こうとする程、誠一に好意を寄せている。
亀井旅子
演 - 濱田マリ
村の旅館「亀の屋」の女将。休暇で村を訪れていた矢部に好意を抱き、「契り祭り」で結ばれようと画策する。ちなみに、旅子曰く「（矢部は）亡くなった夫に、よく似ている」とのこと。
東崎彦助
演 - 鈴木一真
東崎家へ婿入りした彩乃の夫。村一番の色男だがとにかく女癖が悪く、彩乃以外の何人もの女性と浮名を流していたプレイボーイだった。
石坂久仁子
演 - 山下裕子
麗子の母。夫は政界に顔が利き、県議会議員選挙にも立候補する予定。麗子と揃いの服を身につけている。
坂上方庵
演 - 酒井敏也
祈祷師。20年前に松子に雇われ、彩乃の夫と息子に呪いを掛けて殺した。彩乃が再び現れた今回も松子に雇われ、彩乃に呪いを掛けようと儀式を始める。
恩田洋三
演 - 下條アトム
村の診療所の医師。20年前に彩乃の夫と息子の検視を担当しており、事件を紐解く秘密を知っている様子。
岡村吾一
演 - おかやまはじめ
村の巡査。休暇中の矢部と秋葉の案内役を務める。
神崎毅
演 - 宮崎吐夢
のど自慢大会の司会を務める村人。
番頭
演 - MCU
のど自慢大会に出場する。
村長
演 - 織本順吉
一夜村の村長。
秋元康
演 - 本人（友情出演）
契り祭りのど自慢大会で審査委員長を務める。謝礼として大金を懐に入れた。
横森良造
演 - 本人
契り祭りのど自慢大会のアコーディオン伴奏として参加。
花やしきの興行主
演 - 大竹まこと
奈緒子がマジックを披露する舞台の興行主。前シリーズ同様奈緒子をクビにする。
タカダ姉妹
演 - 信川清順、伊藤修子
のど自慢大会で「愛が生まれた日」を歌う姉妹。名前はアリスとリリーだが、どちらがアリスでどちらがリリーかは不明。
くす、のぶ
演 - 棚橋ナッツ、森本のぶ
一夜村青年団、契り祭りのど自慢大会で「ポケベルが鳴らなくて」を熱唱する。

## TRICK 新作スペシャル3（2014年）
水神華絵
演 - 飯島直子
水神家三女。
水神家の次期当主を息子・明にしようと目論んでいる。使用人の千佳子が明と親しくしているのを良く思っていない。
水神月子
演 - 藤田朋子
水神家次女。亡き夫の跡を継いで水上記念総合病院のオーナーをしている。
1年前に釣りに出かけ、事故で亡くなったとされている息子・敦志が今でも生きていると思っており、その場にいるかのように振る舞う。
水神幸代
演 - 国生さゆり
水神家の長女。達郎の妻。VALENTINEKISSの財布を愛用している。
昔から弁護士の佐伯と「イチャイチャしている」らしい。
水神明
演 - 福士蒼汰
華絵の息子。喋る時に両手を前に出す癖があり、華絵からやめるように言われている。
藤崎千佳子
演 - 朝倉あき（幼少期：伊藤栞穂）
水神家の使用人。
水神達郎
演 - 冨家規政
幸代の夫。有名アパレルメーカー「水上レディ」社長。今回の事件で奈緒子と上田を招いた張本人。
水神修介
演 - 森岡豊
華絵の夫。恐妻家。現職の長野県会議員だが、「次の選挙は危ない」とのこと。
御手洗警視総監とは「ごくごく親しい関係」である。
武本幸吉
演 - 丸山智己
尾古溝村の駐在所の巡査。死体を見ると極度に怯える。
水神冬子
演 - 松岡恵望子
幸代の娘。最近、タチの悪い男にだまされて借金をし、父・達郎が肩代わりしている。
佐伯幸三
演 - 上條恒彦
水神家に長らく仕える弁護士。財産の管理を任されている。
幸代とは「イチャイチャしている」関係らしい。
神主
演 - 石田太郎
尾古溝村の神社の神主。
大橋
演 - ケーシー高峰
水神家の主治医。
水神公望
演 - 草薙良一
水神家当主。
赤沼菊恵
栗原瞳
水神家の当主・公望の愛人。2人の間に子どもがいると知った三姉妹に押しかけられ、「2度と水上家に近づかない」と念書を書かされた後に自殺。なお、公望との間にできた子どもは、彼女の死後、施設に引き取られたとされている。
元ネタは『犬神家の一族』の青沼菊乃。
興行主
演 - ぼんちおさむ
奈緒子がマジックショーを行う花やしきのステージの興行主。シリーズ同様、奈緒子をクビにする。
兄弟マジシャン
演 - 山上兄弟
奈緒子の後にステージに登場する。奈緒子を上回るマジックを披露し観客を沸かせる。
コミューンの人
演 - なすび（二役）
尾古溝村の巨根湖（おおねっこ）の畔で「奇跡のミサンガ」を売っている商人。
御手洗ちかお
演 - 大和田伸也（映像出演）
警視庁警視総監。2013年に放送されたスピンオフ『警部補 矢部謙三2』から引き続き登場。

## その他
次郎号
上田の愛車。車種は1966年型のトヨタ・パブリカ。ボディカラーはメドウ・グリーン。年季の入った車だが、実は元々上田が尊敬していた唯一の人物ともいえる、柏崎耕造教授（第47代日本科学技術大学学長）のものであり、権力闘争で心身共に疲れ果てた彼が、1998年に心筋梗塞で亡くなった後、彼が受け継いで乗っている。
上田はこの車を大事に扱っているが、劇場版で奈緒子にサイドミラーを壊され、第3シリーズではドアがすぐに外れる状態となっているほか、ガソリン補給もよく忘れられている。サイドミラーはガムテープによって補修がなされていて、外れたドアの方は、上田がいつもテイクアウトしている。新作スペシャルからは自走するようになった。新作スペシャル2ではエンジンを切った瞬間に自動でドアが外せるようになった（通称「軽ウィング」）他、上田次郎本人の手でハイブリッド化されている。『帰天城の謎』では武者修行の旅に用いているメドゥ・グリーンの自転車が『元祖・次郎号』と名付けられている。
名付け親は、上田役の阿部寛本人とのこと。
背中わらし
第2シリーズの六つ墓村に出没すると言い伝えられている子供の妖怪。
疾しい心の持ち主には後ろからのし掛かり、首を絞めるとされている。奈緒子は水上荘の納戸の中を捜索している時に実際に襲われた。
実際には村の地形が窪地という特性の為、二酸化炭素や空気より重い有毒ガスが充満して起こる現象である事が上田によって証明された。
ガッツ石まっ虫(がっついしまっちゅう)
第3シリーズの蛾眉村に生息している架空の昆虫。
通称「ガッチュウ」。害虫ではないらしい。羽アリやアシナガバチのような形をしているが、顔の部分のみガッツ石松になっている。
体長は10mm程度で甘いものにすぐ寄ってくる。「ガッツー」と鳴きながら飛ぶ。殺虫剤「ハネアリイヤーン」に弱い。
蛾眉村には数万匹単位で生息しているが、蛾眉村以外の地域では生息していないと言われている。しかし亀山家周辺では4匹、御獅舞村でも一匹のみ登場しており万練村にも多数生息している。上田から「具志堅用高」と呼び間違えられた。
弱りながら飛んでいたガッツ石まっ虫の一匹は、ガッツ石松が演じる、金井源三に捕えられて踏み潰された。
大日本赤斑吸血角虫（だいにほんあかまだらきゅうけつつのむし）
第3シリーズの蛾眉村に生息している（実は玄奘の手下による偽装で、蛾眉村には生息していなかった）架空の昆虫。
猛毒を持ち、刺されると死の危険もあるとされている。
上田はこれを「大日本赤羽住宅供給公社(だいにほんあかばねじゅうたくきょうきゅうこうしゃ)」と言い間違えた。
難玉弐高式土偶（なんぎょくにこうしきどぐう）
第3シリーズに登場した神ヶ内村の古代の遺跡から出土した土偶。出土ナンバーはヲ−D 2822号。淡いピンク色で乳毛が10本のが本物。
市場に出せば数億円の値打ちが付くとされている。
スリット美香子は終始「なんきょくにごうしきどぐう」と呼んでいた。
ウヌャニュペェィギュゥリュ星人
新作スペシャルに登場した、ミイラ化した宇宙人。
緑川祥子の部屋に置かれていたが、奈緒子が盗み、腹話術の人形として奈緒子の友人となったが、後に取り返された。
実際はゴム製品である（祥子の自作）。劇中ではウインクする描写がある。
プロップは東映の映画「新生トイレの花子さん」の自殺した赤いジャージの少女の悪霊の流用である。
妖術使い
演 - 椎名桔平
120年前、文明開化によって弾圧され、黒門島を追われた者の生き残りとされている。初登場は「妖術使いの森」。
奈緒子は幼い頃に、実家の長野で一度会っている。彼は奈緒子の目の前で奇妙な踊りをし、傍らにあった三俵の米俵を風船のように浮かせてみせた。
白木の森では純子が妖術使いに変装して奈緒子と遭遇する。この一件後も、度々奈緒子の視界（脳裏）に妖術使いは現れ、素顔は俳優・椎名桔平に似ている、と奈緒子だけは豪語する。
劇場版3で、奈緒子の夢の中に出てきた妖術使いは「蠻惨血魔（バンサンケツマ）」という名前で、呪文を唱えるだけで火を着ける能力をもつ。